# Територіально-політична експансія Третього Рейху
Територіально-політична експансія Третього Рейху — процес реалізації експансіоністського політичного курсу нацистської Німеччини (Третього Рейху), спрямованого на максимальне розширення його території з набуттям «життєвого простору» (Lebensraum) для етнічних німців за рахунок позбавлення підкорених земель суверенітету, жорсткої економічної експлуатації та знищення народів.

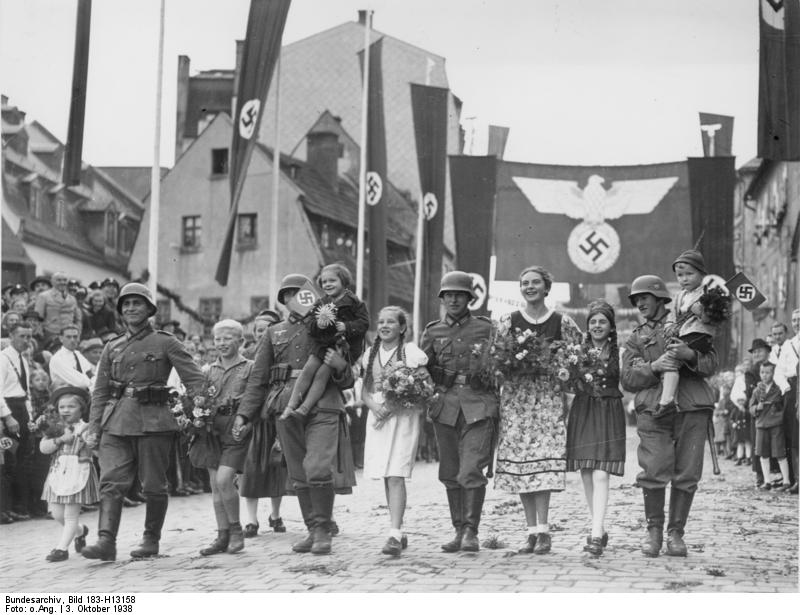
Народні гуляння у зв'язку з приєднанням Судетенланда до Третього Рейху (3 жовтня 1938, місто Аш)

З початком Другої світової війни за підтримки сателітів Третій Рейх включав завойовані території до свого складу, або створював керовані ним генерал-губернаторства, рейхспротекторати, райхскомісаріати, колонії, а також маріонеткові держави. Після провалу плану «Барбаросса», битви за Британію, Північноафриканської кампанії, битви за Атлантику територіально-політична експансія Рейху змінилася зменшенням розмірів та розгромом нацистської Німеччини.
У цій статті в хронологічному порядку подані всі території світу, які будь-коли ставали об'єктами територіально-політичної експансії нацистської Німеччини, а також вказані події, пов'язані з їхнім здобуттям і втратою. Території, які входили до складу Німеччини до анексій, були відомі як "Altreich" (Старий Рейх).

## Передумови

### Наслідки Версальського миру

Територіальні втрати Німеччини за Версальським миром

За статтями Версальського мирного договору, підписаного Німеччиною після капітуляції у Першій світовій війні 28 червня 1919 року, закріплявся переділ світу на користь держав-переможниць, створювалася Ліга Націй, а Німеччина втрачала:
- Ельзас-Лотарингію (в межах 1870 року) — на користь Франції;
- округ Мальмеді та Ейпен, а також Мореснет і територію, що примикала до залізниці Венбах — на користь Бельгії;
- провінцію Позен (нині Познань), Західна Пруссія (частина Помор'я — так званий «польський коридор»), територія Східної Пруссії, що примикала до східнопрусської залізниці — на користь Польщі;
- область Мемельланд (нині Клайпеда) — з лютого 1923 року відійшла до Литви;
- Данциг (Гданськ) і його околиці — оголошений «вільним містом»;
- Північний Шлезвіг (Південна Ютландія) — з 14 лютого 1920 року належав Данії;
- Глучинську область Верхньої Сілезії — з 1921 року належала Чехословаччині;
- східну частину Верхньої Сілезії — з 1921 року належала Польщі;
- Саарська область перейшла на 15 років під управління Ліги Націй (після чого доля Саару мала вирішитися плебісцитом). Вугільні шахти області були передані у власність Франції;
- на лівобережжі Рейну та смузі правого берега шириною в 50 км[2] була утворена Рейнська демілітаризована зона під фактичним контролем (але не під юрисдикцією) Франції та Бельгії;
- всі свої колонії.

Крім того, за договором Німеччина визнавала і зобов'язувалася суворо дотримувати незалежність Австрії, а також визнавала повну незалежність Польщі та Чехословаччини. На частині територій Німеччини, особливо там, де суверенітет центру з різних причин був обмежений, виникали повстання, сепаратистські рухи і навіть короткочасні державні утворення.
В 1919—1921 роках в Сілезії проти німецької влади бунтувала польська більшість, по всій Німеччині не припинялося бродіння правих, ультраправих (наприклад, «Капповський путч», «Кюстрінський путч», «Пивний путч», «Прусський путч») та лівих (Березневе, Рурське, Гамбурзьке повстання, Баварська Радянська республіка, Ельзаська Радянська республіка), а у напіввтрачених демілітаризованих областях — сепаратистські Рейнська республіка (1923—1924), Республіка Пфальц (1923), Вільна держава Флашенхальс (нім. Freistaat Flaschenhals) у Гессені (1919—1923).
Крім цього, для забезпечення прострочених виплат військових репарацій Німеччини в 1921—1925 французькі, бельгійські та британські війська кілька разів окуповували промисловий Рурський регіон, що в 1923 році викликало «Рурський конфлікт».

### Унітаризація Рейху

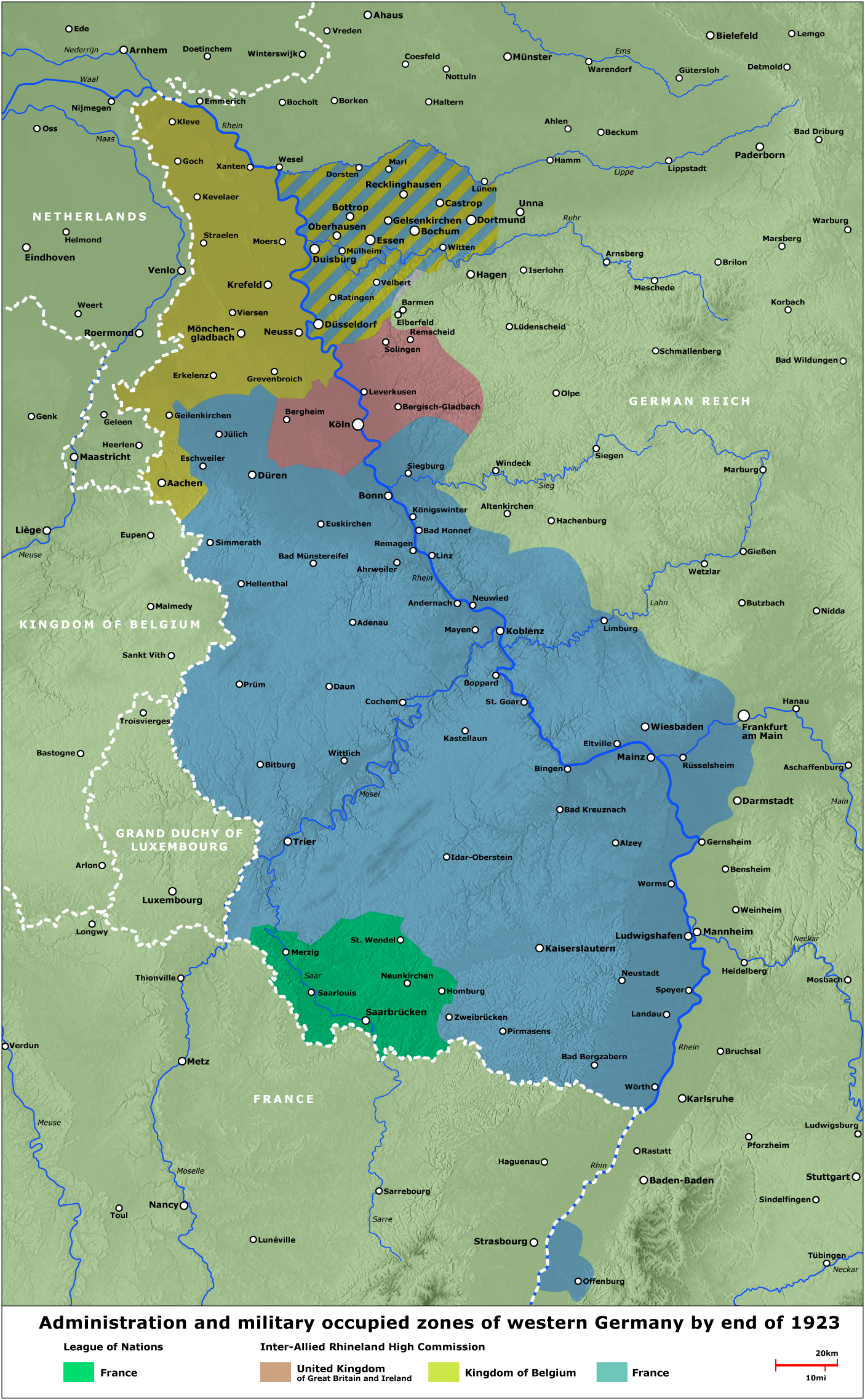
Західна Німеччина в 1923 році:
1. Саарська область (мандат Ліги Націй)
2. Зона окупації Великої Британії
3. Зона окупації Бельгії
4. Зона окупації Франції

Веймарська конституція встановлювала в Німеччині федеративний устрій, територія країни була розділена на області (землі), які мали власні конституції та органи влади. 30 січня 1933 року Адольф Гітлер став райхсканцлером, що означало кінець Веймарської республіки та початок існування Третього Рейху.
7 квітня того ж року був схвалений Другий закон «Про уніфікацію земель з Рейхом» (нім. Zweites Gesetz zur Gleichschaltung der Länder mit dem Reich), за яким впроваджувався інститут імперських намісників у федеральних землях (рейхсштатгальтер, нім. Reichsstatthalter). Завданням намісників було спостереження за діяльністю місцевих органів, для чого їм були надані фактично необмежені повноваження (зокрема право розпуску ландтагу та відсторонення глави уряду — міністра-президента).
Законом «Про новий устрій Рейху» (нім. Gesetz über den Neuaufbau des Reichs) від 30 січня 1934 року суверенітет земель був ліквідований, ландтаги у всіх землях були розпущені. Рейхсрат (верхня палата німецького парламенту, орган представництва земель за Веймарською конституцією) спочатку був практично повністю позбавлений повноважень, а в лютому 1934 взагалі ліквідований.
У 1934 році Адольф Гітлер проголосив «Третю імперію» — Третій Рейх. У січні 1935 року імперські намісники стали постійними представниками уряду в землях. Винятком стала Пруссія, де пост намісника не був створений: спершу функції імперського намісника в Пруссії були покладені на рейхсканцлера, а 10 квітня 1933 Гітлер призначив міністром-президентом Пруссії Германа Герінга.
Паралельно державному існував і набував все більшого значення інший владний контур — партійний (НСДАП). Рейх був розділений на регіональні партійні округи — гау, очолювані гауляйтерами. Третій Рейх став унітарною державою.

## Хронологія
| Легенда | Описи подій, які відбувалися за участі Третього Рейху, оформлені як перший рівень. Опис подій, пов'язаних з експансією Третього Рейху, а також тих, в яких він безпосередньої участі не брав, даються з відступом. |

### Міжвоєння

#### 1933—1937

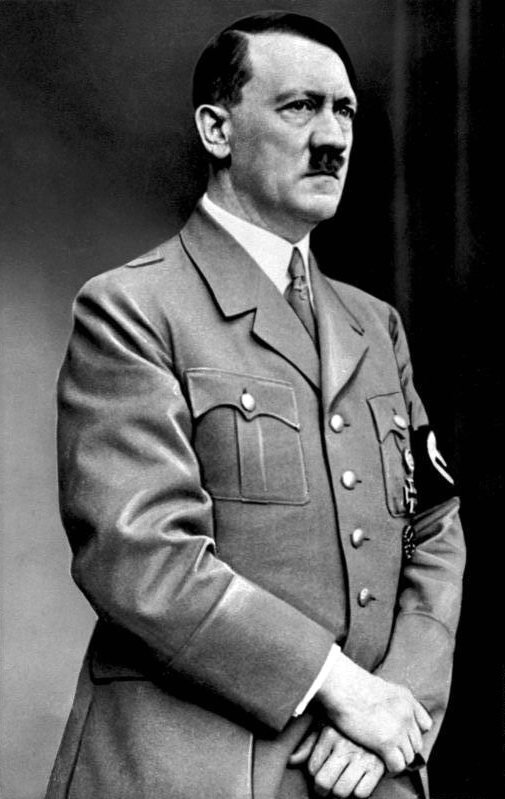
Адольф Гітлер, рейхсканцлер Німеччини

- 30 січня 1933 року — до влади в Німеччині прийшов Адольф Гітлер, призначений рейхсканцлером Німеччини.

-  15 березня 1933 року федеральний канцлер Австрії Енгельберт Дольфус відмовився від скликання парламенту і встановив режим «клерикально-фашистської» диктатури.
-  27 березня 1933 року Японія вийшла із Ліги Націй.
-  28 травня 1933 року у вільному місті Данцигу, набравши більшість голосів на виборах до сенату, до влади прийшли нацисти.
- 20 жовтня 1933 року Німеччина вийшла з Ліги Націй.
- 26 жовтня 1934 року Німеччина уклала Договір про ненапад з Польщею, також відомий як пакт Пілсудського-Гітлера.
- 12—16 лютого 1934 року — громадянська війна у Австрії.
-  12 березня 1934 року прем'єр-міністр Естонії Костянтин Пятс здійснив державний переворот, ставши «державним протектором» (ест. riigihoidja) країни, а з 24 квітня 1938 року — її першим президентом. Усі політичні партії були заборонені, Рійгікогу (парламент) розпущений, почалася «епоха безмовності».
-  15 травня 1934 року глава уряду Латвії Карліс Улманіс здійснив державний переворот, розпустив парламент, заарештував частину депутатів, заборонив усі політичні партії.
-  19 травня 1934 року відбувся профашистський державний переворот у Болгарії, в результаті якого владу захопили військові з угрупування «Ланка» на чолі з Кімоном Георгієвим. Дію конституції припинили, політичні партії заборонили, посилили цензуру, створили держмонополії.
-  25 липня 1934 року — спроба нацистського путчу в Австрії. Підтримувані Німеччиною путчисти вбили федерального канцлера Енгельберта Дольфуса (затятого супротивника аншлюсу), проте урядовим військам вдалося придушити заколот. Новим федеральним канцлером став Курт Шушніг, що продовжив політику Дольфуса.

- 2 серпня 1934 року помер президент Німеччини Пауль фон Гінденбург. За результатами плебісциту, проведеного в середині серпня, президентство було скасовано, а Адольф Гітлер був проголошений «фюрером» — одноосібним правителем Німеччини.

-  9 жовтня 1934 року в Марселі бойовиком ВМРО був убитий король Югославії Олександр I. При затриманні вбивці загинув французький міністр закордонних справ Луї Барту. Регентом при неповнолітньому принці Петрі став пронімецьки налаштований князь Павло.

- Саарська область. Після закінчення відведеного Лігою Націй 15-річного терміну був призначений плебісцит про самовизначення території. Незважаючи на тиск Франції та агітацію місцевої антигітлерівської налаштованої німецької інтелігенції, 13 січня 1935 року 90,3 % жителів області проголосували за возз'єднання з Німеччиною. З 1 березня Саар став знову німецьким. 11 березня 1941 року він був перейменований у Вестмарк.

- 16 березня 1935 року Німеччина відмовилася виконувати положення Версальського договору про демілітаризацію.
- 18 червня 1935 року Велика Британія уклала з Німеччиною Морську угоду, таким чином визнавши денонсацію обмежувальних положень Версальського миру. На думку Вінстона Черчилля, «уряд його величності зробив це, не проконсультувавшись зі своїм французьким союзником та не довівши до відома Лігу Націй».

- 7 березня 1936 року німецькі війська на велосипедах в'їхали до Рейнської області. Рейнська демілітаризована зона перестала існувати. Єдиним, хто виступив у Лізі Націй з пропозицією застосування до Німеччини санкцій виявився народний комісар закордонних справ СРСР Максим Литвинов.

-  17 липня 1936 року — військовий путч у Іспанії проти терору, націоналізації підприємств та конфіскації земельних угідь панівними колами. Початок Громадянської війни в Іспанії.
-  4 серпня 1936 року — правий переворот в Греції. До влади прийшов «Режим 4 серпня» диктатора Іоанніса Метаксаса.

- 25 листопада 1936 року між Німеччиною та Японською імперією укладено Антикомінтернівський пакт.
- 6 листопада 1937 року до Антикомінтернівського пакту приєдналася фашистська Італія.

- 11 грудня 1937 року Італія вийшла з Ліги Націй.

#### 1938

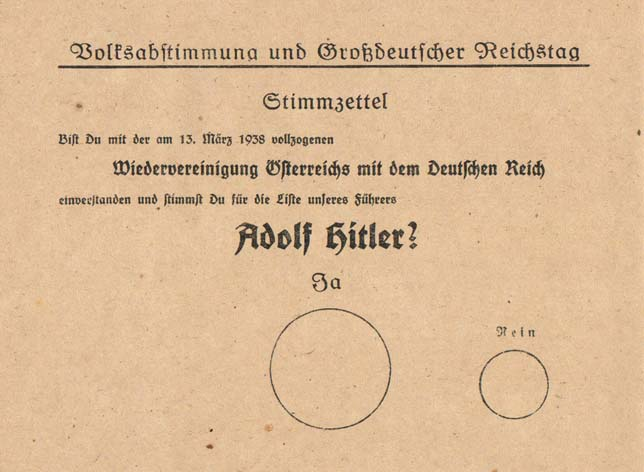
Бланк плебісциту 10 квітня 1938: «Чи згоден ти з возз'єднанням Австрії з Німеччиною і чи голосуєш ти за список нашого лідера Адольфа Гітлера?»

- 22 лютого 1938 року британський прем'єр-міністр Невілл Чемберлен заявив у парламенті, що Австрія не може розраховувати на захист Ліги Націй.

- 12 березня 1938 року німецькі війська увійшли до Австрії, 13 березня в результаті аншлюсу вона стала частиною Рейху під назвою Остмарка. 10 квітня за результатами плебісциту в Німеччині за аншлюс проголосувало 99,08 % жителів, в Австрії — 99,75 %.

- 17 березня 1938 року — Польща пред'явила Литві ультиматум, вимагаючи від неї встановлення дипломатичних відносин протягом 48 годин і, таким чином, визнання анексії Польщею Віленського краю. 19 березня Литовська республіка прийняла умови ультиматуму.
- Судетська криза. 24 квітня 1938 року пронацистська Судетська німецька партія спровокувала значні заворушення у прикордонних областях Чехословаччини, звернувшись до німецького керівництва з проханням про допомогу. Заворушення були придушені чехословацькою владою. 12 вересня 1938 року під час Другої судетської кризи в регіоні було введено воєнний стан.
- 23 вересня 1938 року СРСР дипломатичною нотою повідомив Польщі, що будь-яка спроба останньої окупувати частину Чехословаччини анулює Договір про ненапад між Польщею та Радянським Союзом від 1932 року.

- 29—30 вересня 1938 року — Мюнхенська змова Невілла Чемберлена, французького прем'єр-міністра Едуара Даладьє, Адольфа Гітлера та Беніто Муссоліні щодо німецької окупації Судетської області за умови надання гарантій недоторканності кордонів Чехословаччини. Саму Чехословаччину не запросили.
- 1—10 жовтня 1938 року — окупація Судетської області та її приєднання до Рейху під назвою Судетенланд. На виборах 4 грудня 1938 року у Судетенланді 97,32 % дорослого населення області проголосувало за НСДАП.
- 1—10 жовтня 1938 року — Глучинська область (нім. Hultschiner Ländchen) стала частиною прусської Верхньої Сілезії.

-  1 жовтня 1938 року Польща, скориставшись розпадом Чехословаччини, окупувала і 24 листопада анексувала частину Тешинської Сілезії (Заолжя). Менше ніж через рік, 1 вересня 1939, ця територія була приєднана до Рейху внаслідок анексії всієї Польщі.
-   26 жовтня 1938 року — Словаччина та Підкарпатська Україна отримали статус автономій у складі Чехословаччини.

- 2 листопада 1938 року — перший Віденський арбітраж. За рішенням Німеччини та Італії населені переважно етнічними угорцями південні райони Словаччини та південно-західні райони Підкарпатської Русі були передані Угорщині. З 20 листопада угорські війська поступово окуповували ці землі.

#### 1939; січень-серпень

Територіальні поступки Чехословацької республіки за Мюнхенською угодою
1. Судети передані Рейху в жовтні 1938
2. Чеський Тешин переданий Польській республіці 2 жовтня 1938
3. Територія, зайнята Королівством Угорщина у листопаді 1938
4. Карпатська Україна зайнята Королівством Угорщина у березні 1939
5. Решта Чехії перетворена на Протекторат Богемії і Моравії у березні 1939
6. Сателітна держава Словацька республіка

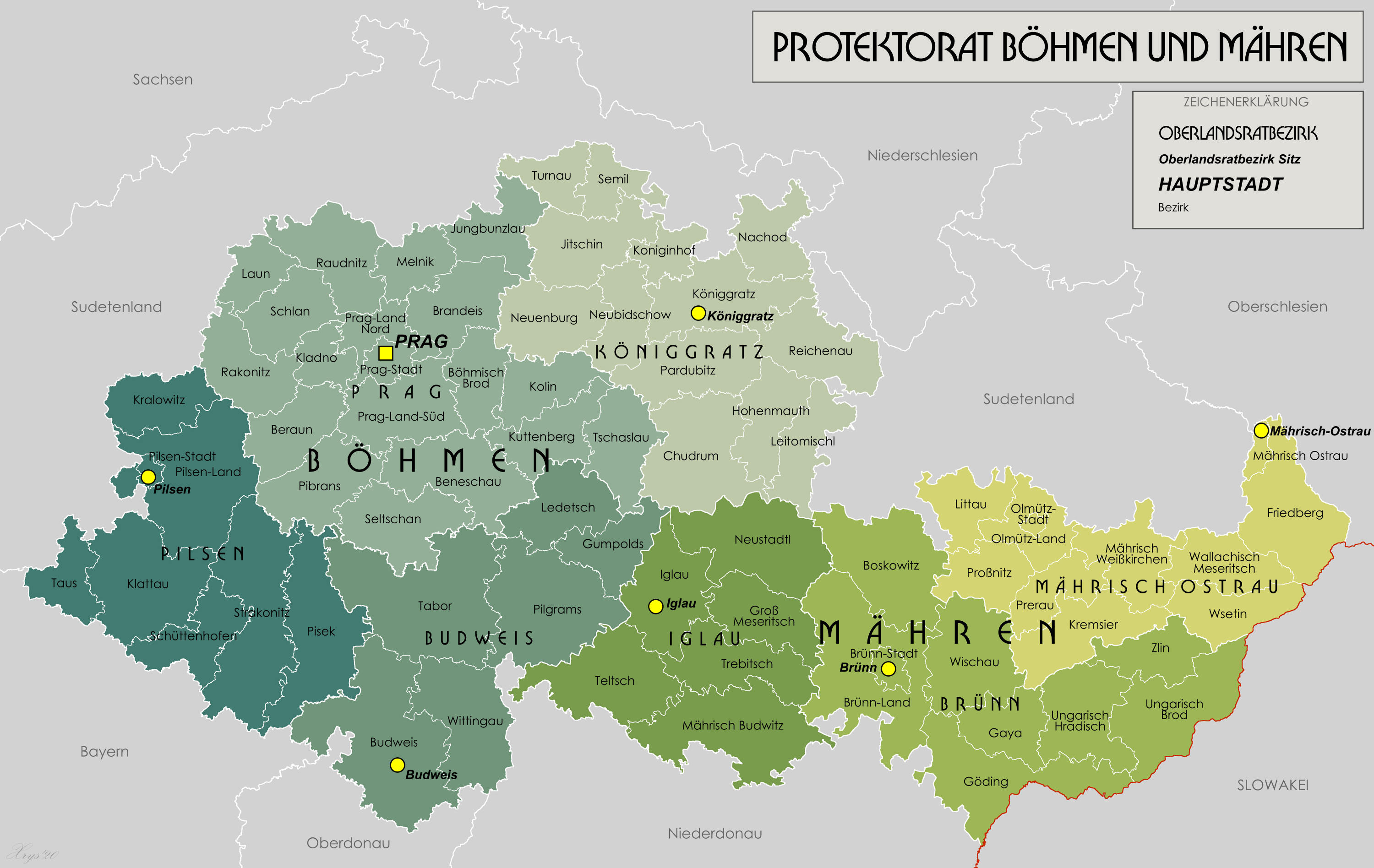
Протекторат Богемія та Моравія

Карикатура Evening Standard (20 вересня 1939)
Гітлер: «Покидьок людства, якщо я не помиляюся?»
Сталін: «Кривавий вбивця робітників, я гадаю?»

- 19 січня 1939 року третя німецька антарктична експедиція під керівництвом Альфреда Річера заявила права Німеччини на Нову Швабію — територію Антарктиди між 20° східної довготи та 10° західної довготи на Землі королеви Мод, на яку за рік до цього пред'являла територіальні претензії Норвегія.
- 24 лютого 1939 року до Антикомінтернівського пакту приєдналися Угорське королівство та Маньчжоу-го, а через місяць, 26 березня, — франкістська Іспанія.

- 13 березня 1939 року німецькі війська вступили до Праги та окупували територію, що залишилася від колишньої Чехословаччини, зустрівши одиничну спробу опору. 15 березня Німеччина оголосила про створення в Чехії Протекторату Богемії і Моравії. 21 березня туди призначили першого рейхспротектора.
- 14 березня 1939 року Словацька республіка проголосила «незалежність під захистом» Третього Рейху. Президент — водца («вождь») Йозеф Тісо.

-  15 березня 1939 року Карпатська Україна, в умовах угорського вторгнення, проголосила незалежність. Її президент Августин Волошин відразу ж направив телеграму Адольфу Гітлеру з проханням визнати «проголошення самостійності під охороною Німецького Рейху».
- 14—18 березня 1939 року Угорщина за підтримки Польщі, зустрівши запеклий опір, окупувала Закарпаття; уряд Карпатської України на чолі з Волошиним утік, розрізнені частини «Карпатської Січі» пішли у гори і продовжили партизанську діяльність до січня 1940 року.

- 23 березня 1939 року після ультиматуму Третього Рейху Литовській республіці міністрами закордонних справ двох країн Юозасом Урбшісом та Йоахімом фон Ріббентропом було підписано Договір про передання Мемельської області Німеччині, натомість Німеччина пообіцяла Литві вільну зону в порту Мемель. Мемельланд (він же Клайпедський край або «Мала Литва») став німецьким (нім. Heim ins Reich).

-  25 березня 1939 року фашистська Італія як «гарант» Албанії за двосторонніми договорами 1926, 1927 і 1936 років пред'явила їй ультиматум, домагаючись згоди на протекторат в обмін на фінансову допомогу. Король Албанії Ахмет Зогу відмовив. 7 квітня італійська армія вдерлася до країни. 12 квітня в Тирані між Італією та Албанією була укладена «особиста унія», що означала включення цієї країни до складу Італійського королівства. Зогу втік.

- Жовтень 1938 — березень 1939 — Німеччина намагається отримати від Польщі згоди на приєднання до Рейху населеного переважно німцями Данцига, прокладки екстериторіальної автомобільної дороги та залізниці через «польський коридор» (Помор'я) між Данцигом та Рейхом, а також приєднання Польщі до Антикомінтернівського пакту. Натомість Польщі обіцяні: визнання кордонів, сприяння у розширенні Польщі на схід та південний схід, а також у набутті майбутніх польських колоній. До кінця березня 1939 переговори залишалися таємними.
- 26 березня 1939 року уряд Польщі офіційно відповів Німеччині відмовою. 31 березня Велика Британія запропонувала Польщі військову допомогу у разі нападу і виступила гарантом її незалежності. Згода Польщі дала Німеччині правові підстави розірвати 28 квітня німецько-польський договір про ненапад від 1934 року. 6 травня Польща підписала в Лондоні угоду про взаємні гарантії з Великою Британією, а 19 травня — аналогічний договір з Францією.

-  28 березня франкісти увійшли до Мадриду, 1 квітня генерал Франко оголосив про закінчення Громадянської війни в Іспанії. 27 лютого 1939 року Велика Британія і Франція визнали режим Франсіско Франко.
- 23 березня — 4 квітня 1939 — словацько-угорська війна. Словаччина була змушена поступитися прикордонною смугою у східній частині країни загальною площею близько 1700 км². Незважаючи на договір про захист, Німеччина не допомогла словакам.
- 13 квітня 1939 Франція і Велика Британія надали гарантії безпеки Греції та Румунії.
- 14 квітня 1939 Угорщина вийшла з Ліги Націй.

- 28 квітня 1939 Гітлер оголосив у рейхстазі про денонсацію Морської угоди з Великою Британією 1935 року.
- 19 серпня 1939 Німеччина та СРСР вирішили розділити багатонаціональну Польщу по лінії річок Тиса, Нарев, Вісла і Сян на сфери інтересів, при цьому значна частина Прибалтики, Фінляндія та румунська Бессарабія відходили до радянської сфери впливу. У ніч на 24 серпня в Кремлі дві держави уклали Договір про ненапад між Німеччиною та Радянським Союзом з відповідними секретними протоколами.

-  23 серпня 1939 гауляйтер Данцига Альберт Форстер був обраний «державним керівником» (нім. Staatsführer) Вільного міста Данциг, сконцентрувавши таким чином всі владні повноваження в своїх руках.

- 24 серпня 1939 Німеччина повідомила західні демократії про свою угоду з СРСР щодо розділу Східної Європи. До Варшави ця інформація не надійшла, а польське керівництво до кінця було впевнене в нейтралітеті СРСР. 30-31 серпня — останні спроби Німеччини домогтися від Польщі та її гарантів виконання німецьких вимог, а саме: Польща мала погодитися на заняття Данцига німецькими військами, а також на плебісцит щодо майбутнього Помор'я. 31 серпня радіостанція «Deutschlandsender» зачитала текст ультиматуму з 16 пунктів і оголосила про їхнє неприйняття польською стороною.

- 26 серпня 1939 Німеччина гарантувала Бельгії, Данії, Голландії, Люксембургу та Швейцарії дотримання їхнього нейтралітету.
-  26 серпня 1939 між урядом Югославії та Хорватською селянською партією підписано угоду Цветковича-Мачека, за якою у складі Югославії була створена автономна Бановина Хорватія.
- В результаті проведених мобілізацій у вересні 1939 Німеччина мала в наявності армію чисельністю 4,6 млн солдат, Франція — 2,67 млн чоловік, Велика Британія — 1,27 млн осіб.

### Початок Другої світової війни

#### 1939, вересень-грудень
- 1 вересня 1939 — вторгнення та окупація західної частини Польщі військами Третього Рейху (Операція «Вайс») та союзної Словаччини. Уряд Польщі втік.
- 1 вересня Альберт Форстер, «державний керівник» вільного міста Данцига, виступив із заявою про приєднання Данцига до Рейху. 2 вересня територія колишнього вільного міста увійшла до складу райхсгау Данциг — Західна Пруссія.
- 3 вересня 1939 року Велика Британія та Франція оголосили Німеччині війну і ультиматум — негайно вивести вермахт з території Польщі та Данцига. З 3 вересня 1939 по 10 травня 1940 — «Дивна війна» Британії та Франції з Третім Рейхом. Бойові дії майже не відбувались, за винятком бойових зіткнень на морі.
- 13 вересня 1939 Франція зайняла два невеликі виступи німецької території в Саарі — ділянку «Варндт» західніше Саарбрюккена та виступ кордону між Саарбрюккеном і Пфальцьким Лісом. Коли передислокація німецьких з'єднань, що звільнилися після війни з Польщею, стала помітною, французи, починаючи з 3 жовтня, відійшли назад до державного кордону, а в деяких місцях і за його межі.

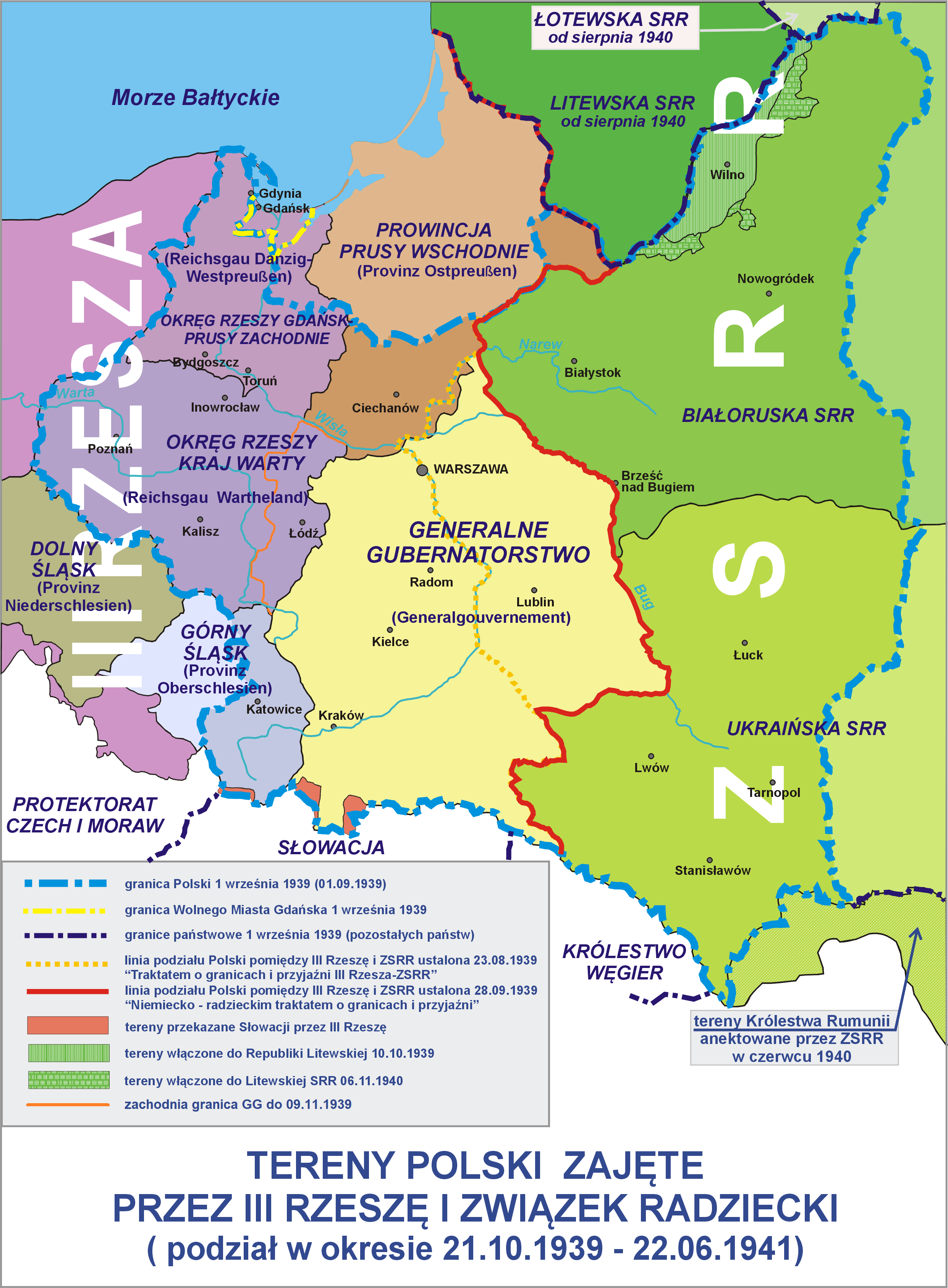
Розділ Польщі (1939)

- 17 вересня послу Польщі в СРСР Гжибовському була зачитана нота: "… польський уряд розпався і не проявляє ознак життя. Це означає, що Польська держава та її уряд фактично перестали існувати. Цим самим припиняють свою дію угоди, укладені між СРСР та Польщею". З 17 вересня по 5 жовтня РСЧА встановила контроль над східними територіями Польщі — Західною Білоруссю, Західною Україною (зокрема Галичиною), Віленським краєм, Білостоцькою та Перемишльською областями.

- Уряд Польщі в ніч з 17 на 18 вересня 1939 таємно перейшов польсько-румунський кордон. 28 вересня 1939 німецькі війська зайшли до Варшави, останні частини польської армії припинили опір 5-6 жовтня.
- 22 вересня 1939 — урочиста передача зайнятого 19-м моторизованим корпусом вермахту Бреста (14 вересня було зайняте місто, 17 вересня — фортеця) військам РСЧА за радянсько-німецьким домовленостям.
- За підсумками польської кампанії 28 вересня 1939 Договір про ненапад між СРСР і Німеччиною доповнювався Договором про дружбу та кордон, за яким захоплені частини Польщі, що були набагато більшими від передбачених лімітів (Люблінське та східна частина Варшавського воєводства) Гітлер «обміняв» на Литву, визнавши її радянською сферою впливу.

- 28 вересня — 10 жовтня 1939 — укладено договори про взаємодопомогу між СРСР та Естонією, Латвією і Литвою. Радянський Союз розмістив у Балтії мережу військових баз.

- 8 жовтня 1939 особливим декретом Гітлер заснував у західних областях колишньої Польщі та Данцигу два нові райхсгау: Позен (Познань-Позен, Лодзь-Ліцманштадт) та Західна Пруссія (основна частина Померанії, Гданськ-Данциг). Решта земель увійшли до вже наявних райхсгау Верхня Сілезія (Катовиці-Каттовіц та ін.) та Східна Пруссія (Цеханув-Ціхенау, пізніше — ще Білосток), а також створене 26 жовтня територіальне формування з особливим підлеглим статусом, що не ввійшло до Рейху, — Генерал-губернаторство (Варшава, Краків, Люблін, Радом, пізніше — і Львів-Лемберг). Невеликі прикордонні території були віддані Словаччині. 29 січня 1940 райхсгау Позен перейменували у Вартеланд, а Західна Пруссія — у Данциг — Західна Пруссія.

- 10 жовтня 1939 в Москві підписано «Договір про передачу Литовській Республіці міста Вільно та Віленської області і про взаємодопомогу між Радянським Союзом та Литвою». 1-2 листопада 1939 Верховна Рада СРСР залучила Західну Україну та Західну Білорусь до складу СРСР, — відповідно, до складу УРСР та БРСР.
-  29 листопада 1939 СРСР розірвав дипломатичні відносини з Фінляндією, а 30 листопада радянські війська перейшли радянсько-фінський кордон, що означало початок радянсько-фінської війни. 14 грудня за агресію проти Фінляндії СРСР виключили з Ліги Націй.

#### 1940

Вермахт вступає в Париж

Окупація Франції Німеччиною та Італією

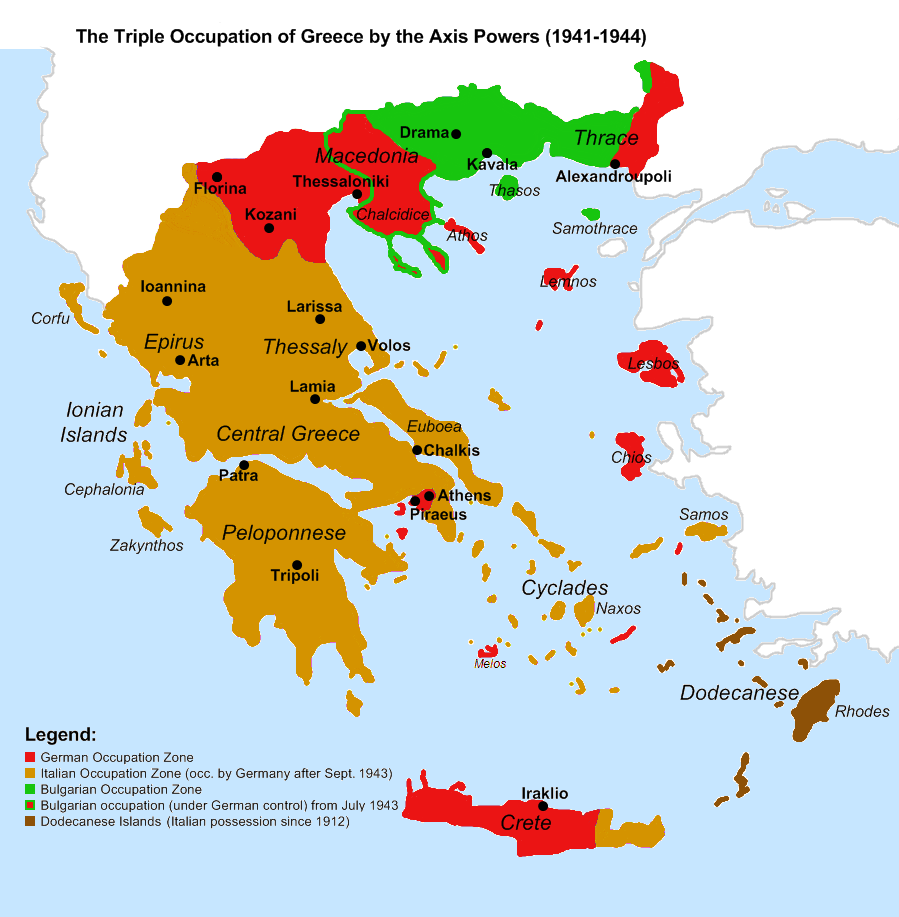
Окупаційні зони у Греції
^{ } Італії
^{ }Німеччини
^{ }Болгарії

- Січень 1940 — на Північному Кавказі розгорілося антирадянське повстання під проводом Хасана Ісраїлова.
- 12 березня 1940 СРСР уклав з Фінляндією мирний договір. За підсумками війни до Радянського Союзу відійшли Карельський перешийок, Північне Приладожжя, Печенга та деякі інші території. СРСР орендував півострів Ханко (Гангут) на 30 років під базу ВМФ.

- 9 квітня 1940 Німеччина відправила владам Норвегії та Данії однакові за змістом дипломатичні ноти, інформуючи про намір мирно окупувати ці країни для запобігання окупації Великою Британією та Францією. Початок операцій «Везерюбунг-Зюйд» (Данія) та «Везерюбунг-Норд» (Норвегія). Оборона Данії тривала з 4:20 до 6:00 ранку, після чого король Крістіан X підписав капітуляцію.

-  З 11 квітня 1940 Велика Британія окупувала данські Фарерські острови («операція Валентин») для запобігання захоплення гітлерівцями та використання як бази для вторгнення в Британію.

- 9-22 квітня 1940 вермахт окупував південну частину Норвегії, однак 14-19 квітня союзники висадили у відповідь десант на півночі і повели звідти наступ на Тронгейм. Їхня операція не мала успіху, хоча на деякий час вдалося звільнити Нарвік. 3-8 червня франко-британські війська евакуйовуються з Норвегії. Король Норвегії Хокон VII та уряд втекли разом з ними до Лондона. 2-10 червня — капітуляція норвезьких військ. До 16 червня вся країна окупована. 9 квітня лідер норвезької нацистської партії «Національна згода» Відкун Квіслінг намагається організувати власний уряд, але через п'ять днів німецька влада розпускає його.
- 10 травня 1940 Німеччина вимагає від нейтральних Нідерландів згоди на встановлення протекторату і вторгається на її територію, а також в Бельгію, Люксембург і Францію, з якою більш ніж півроку формально тривала війна. З початком реалізації плану «Гельб» «дивна війна» перестає бути дивною.
- Ввечері 10 травня 1940 Німеччина окупувала Люксембург. Монарша династія втекла до Франції, Португалії, а потім до Великої Британії. У серпні 1942 територія колишнього великого герцогства анексовується Рейхом і стає частиною гау Мозельланд.

- 14-15 травня 1940 німецькі війська вступають в Амстердам та окуповують усі Нідерланди, за винятком Зеландії. До 17 травня Німеччина завершила окупацію. Підписана повна капітуляція, королева Вільгельміна, двір і уряд рятуються втечею до Великої Британії, де засновують у Лондоні уряд у екзилі.
- 17 травня 1940 Брюссель зайнятий гітлерівцями. 18 травня Гітлер підписує декрет про приєднання бельгійської території до Німеччини.
- 28 травня король Бельгії Леопольд III підписує акт про капітуляцію і залишається в країні, а пізніше депортується до Німеччини.
- 4 червня 1940 завершується процес окупації Бельгії Третім Рейхом. Уряд рятується втечею, втікаючи в Париж і, пізніше, в Лондон.
- 10 червня 1940 Італія оголошує війну Великій Британії та Франції і починає бойові дії в Східній та Північній Африці, а також у південно-східній Франції.
- 11 червня 1940 — перші нальоти італійських ВПС на Мальту. Початок битви за Мальту.
- 14 червня 1940 року німецькі війська увійшли до Парижа.

- 17 червня Франція відхилила пропозицію Черчилля про «непорушний союз» та необхідність боротися до кінця.

- 22 червня в Комп'єнському лісі, в тому ж вагоні, в якому було підписано перемир'я 1918 року, був підписаний акт про капітуляцію. Офіційно військові дії закінчилися 25 червня. За умовами капітуляції 3/5 території Франції були віддані під контроль Німеччини. Вздовж узбережжя для запобігання десанту союзників був споруджений Атлантичний вал. Італія отримувала територію площею в 832 км². У центральній та південній Франції був створений маріонетковий режим Віші.

-    14 червня 1940 СРСР пред'явив балтійським диктаторам ультиматуми про організацію вільних виборів та введення додаткових військових контингентів в Литву, 16 червня — в Латвію та Естонію. Умови були прийняті. 15 червня радянські війська увійшли до Литви, 17 червня — в Естонію та Латвію. Литовський президент Антанас Сметона, що зіткнувся з неприйняттям уряду своїх ідей щодо організації опору, втік до Німеччини. Балтійська Антанта припинила існування.

- 17-19 червня 1940 у Лондоні про себе заявив польський уряд у вигнанні. Формується віртуальна «Польська підпільна держава» (пол. Polskie Państwo Podziemne). 19 червня прем'єр-міністр Владислав Сікорський звернувся по радіо до польських солдатів із закликом прибути до Великої Британії. Третина колишніх збройних сил Польщі виконала цей наказ. На основі підписаного 5 серпня польсько-британського військового договору було сформовано армію (з 14 лютого 1942 року — Армія Крайова).

-   У ніч на 28 червня 1940 Коронна рада Румунії, враховуючи рекомендацію Німеччини, погодилася з ультиматумом В'ячеслава Молотова про передачу СРСР Бессарабії та Північної Буковини. 28 червня — 3 липня радянські війська окупували та анексували ці території. Землі було приєднано до Української РСР, а 2 серпня Молдавська АРСР, що входила до УРСР перетворилася на повноцінну РСР. 7 серпня в Буджаку була утворена Аккерманська область (з грудня — Ізмаїльська), а в Північній Буковині — Чернівецька область.

- 30 червня — 4 липня 1940 — окупація та анексія Німеччиною британських Нормандських островів (коронних земель Гернсі і Джерсі).
- 10 липня 1940 — початок битви за Британію. 16 липня вийшла директива Гітлера № 16 про підготовку операції щодо висадки у Англії. 1 серпня — директива № 17 про проведення повітряної війни проти Англії.

-   14 липня в трьох балтійських державах відбулися парламентські вибори, перемогу на яких при явці виборців 84-95 % здобули прокомуністичні Блоки (Спілки) трудового народу — єдині виборчі списки, допущені до виборів: в Естонії за них було віддано 92,8 % голосів, в Литві — 99,19 %, в Латвії — 97,8 % голосів. Знову обрані парламенти 21-22 липня проголосили створення Естонської, Латвійської та Литовської РСР. 3-6 серпня республіки увійшли до складу Радянського Союзу.
-  30 серпня 1940 — другий Віденський арбітраж. За рішенням Німеччини та Італії Румунія передала Угорщині Північну Трансільванію, в якій проживала значна кількість угорського населення. Угорщина окупувала територію, відбулися румунські погроми.
-  7 вересня 1940 як додаток до рішень другого Віденського арбітражу по Крайовському договору Румунія поступилася Болгарії Південною Добруджою та обмінялася населенням за етнічною ознакою. 6 вересня румунський король Кароль II був змушений зректися престолу на користь сина Міхая та покинути країну під тиском громадської думки, обуреної територіальними втратами. З 15 вересня в країні встановився фашистський режим на чолі з Іоном Антонеску.

- 27 вересня 1940 — укладення Берлінського пакту між Третім Рейхом, Італією та Японською імперією.
- 8-12 жовтня 1940 Німеччина окупувала Румунію для охорони нафтових промислів та підтримки режиму кондукетора («вождя») Іона Антонеску проти «Залізної гвардії», яка пізніше влаштувала невдалий переворот 21-23 січня 1941.

- У ніч на 28 жовтня 1940 Італія поставила ультиматум Греції, вимагаючи дозволу на введення своїх військ для заняття неназваних «стратегічних точок» на грецькій території. Відповідь диктатора Греції Іоанніса Метаксаса, як стверджують, була лаконічною: όχι, тобто «ні». Вранці 28 жовтня грецьке населення вийшло на вулиці, скандуючи «охи». Італія вторгається з Албанії в грецьку Західну Македонію та Епір, зустрічаючи запеклий опір.
- 1 листопада 1940 британські війська окупували острів Крит.
- 20 листопада 1940 до Берлінського пакту приєдналось Угорське королівство, 23 листопада — Румунія, 24 листопада — Словаччина.

#### 1941, січень-червень

Розділ Югославії

- 10 січня 1941 СРСР придбало у Німеччини для Литовської РСР східну частину Сувальського повіту та Вилкавишкіс, за 35 млн рейхсмарок золотом[8].

- 1 березня 1941 Болгарія приєдналася до Берлінського пакту і дала дозвіл на використання частини своєї території німецькими військами як плацдарм для нападу на Югославію та Грецію.

- 25 березня 1941 до Берлінського пакту приєдналося королівство Югославія на чолі з урядом Драгіші Цветковича, 27 березня відбувся державний переворот, в результаті якого до влади прийшов Петро II, який уклав договір про ненапад з СРСР.

- 31 березня 1941 «Африканський корпус» Роммеля завдав удару британським збройним силам у Лівії. 4 квітня без бою зайнято Бенгазі, 10 квітня оточено Тобрук.
- 6-17 квітня 1941 Німеччина, Італія, Угорщина, Болгарія та маріонеткова Албанія захопили («Квітнева війна») і розчленували Югославію. 13 квітня вермахт зайшов до Белграду. Король втік до Афін, а потім в Каїр та Лондон. Німеччина анексувала Нижню Штирію та Нижню Каринтію, Угорщина — Бараню і Бачку, а з 10 липня Прекмур'я, Болгарія — Македонію та південно-східні частини Сербії, Італія — Далмацію і, спільно з Албанією, Метохію, Косово, західну частину колишньої югославської Македонії та Котор (Каттаро, італ. Provincia di Cattaro).
- 6 квітня 1941 Німеччина з території Болгарії вдерлася до Греції («Операція Маріта»), на допомогу Італії. 27 квітня німецькі війська зайшли до Афін. Король Георг II втік на Крит. Грецію поділили на окупаційні зони — німецьку (Центральна Македонія, Афіни, Східна Фракія, Афон, Лемнос, Хіос, Лесбос, Мілос та ін.), болгарську (Східна Македонія і Фракія) та італійську (решта грецьких територій). 30 квітня було сформовано спільний німецько-італійський протекторат «Грецька держава» (прем'єр-міністр Георгіос Цолакоглу).

-  11 квітня 1941 на території Хорватії, Славонії, Боснії і Герцеговини проголошено маріонеткову Незалежну державу Хорватія (НДХ). 17 квітня з Італії в Загреб прибув поглавник (вождь) Анте Павелич. Номінально державу з 18 травня під тронним іменем Томіслава II очолював герцог Аостський Аймон Маргарита Марія Джузеппе ді Торіно, принц італійського королівського дому, проте він жодного разу не побував у НДХ, а 31 липня 1943 зрікся престолу. 15 червня НДХ приєдналася до Берлінського, а 26 червня — до Антикомінтернівського пакту. 14 грудня вона оголосила війну Великій Британії та США. Через активний партизанський рух Югославії НДХ за весь час свого існування жодного дня не контролювала всю заявлену територію.

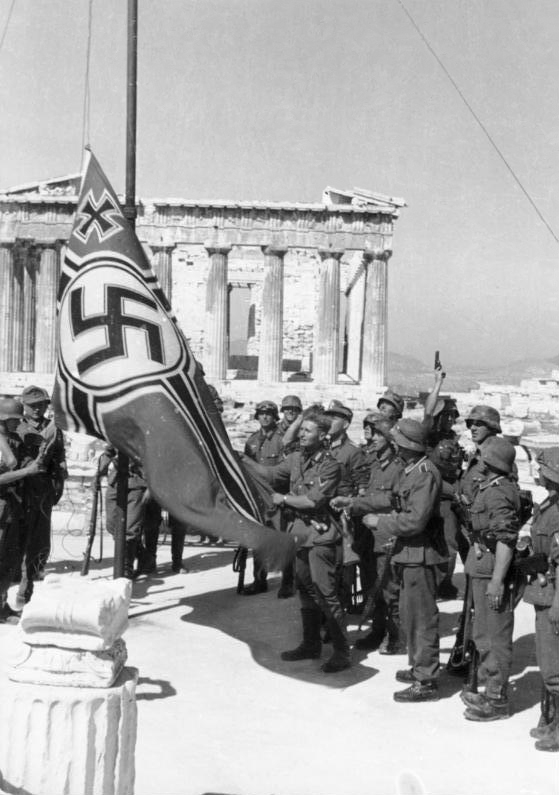
Німецькі солдати піднімають прапор над Акрополем в Афінах (30 квітня 1941)

- 29 квітня 1941 Гітлер затвердив план Ольденбург. За планом, територія європейської частини СРСР ділилася на чотири економічні інспекторати (Ленінград, Москва, Київ, Баку) та 23 економічні комендатури, а також 12 бюро. Пізніше передбачалося розбити цю територію на сім економічно залежних від Німеччини держав.

-  3 травня 1941 на територіях Словенії (Крайна та невелика частина Істрії), що залишилися після інкорпорування інших її частин у Рейх та Угорщину, Італія заснувала Провінцію Любляна (італ. Provincia di Lubiana).

- 9 травня 1941 Альфред Розенберг доповів фюреру про план розчленування СРСР та створення місцевих органів урядування. На території СРСР передбачалося формування п'яти райхскомісаріатів, які поділялися на генеральні комісаріати, а ті, в свою чергу, на райони. План було прийнято з низкою поправок.

- 10 травня 1941 заступник фюрера по партії обергрупенфюрер СС і СА Рудольф Гесс здійснив, за офіційною версією, потайки від нацистського керівництва переліт до Шотландії з метою запропонувати британському уряду укласти мир та спільно брати участь у війні проти СРСР. Від імені Гітлера Гесс виклав умови: Велика Британія повністю зберігає Британську імперію, але повертає Німеччині її колишні колонії і виводить свої війська з Іраку; британський уряд підписує мир з Муссоліні; Черчилль повинен подати у відставку. Пропозиції були відкинуті, а сам Гесс до 6 жовтня 1945 був поміщений у в'язницю лондонського Тауера. Міністерство пропаганди Рейху випустило прес-реліз про те, що Гесс збожеволів.
-  13 травня 1941 сформовано сербський монархічний рух четників, які спочатку орієнтувалися на Петра II. Після зіткнення з окупантами вони розділилися: одні (лідер — Драголюб «Дража» Михайлович) стали боротися проти німців і — з кінця 1941 — проти партизанів Тіто, водночас інші (лідер — Коста Печанаць) за підтримки окупаційної влади зосередилися на боротьбі з комуністичними партизанами.

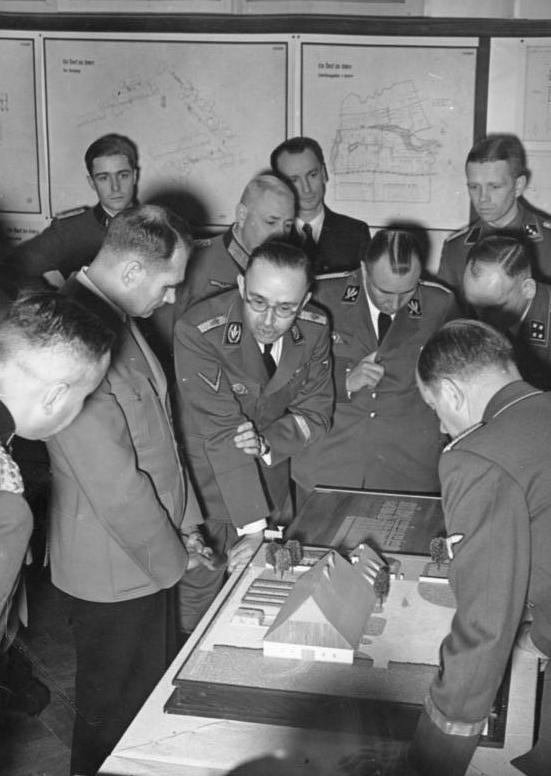
План «Ост». Обговорення проектів нових німецьких поселень, 1941

- 18 травня 1941 у Римі Муссоліні та Павелич уклали угоду про передачу від НДХ до Італії практично всієї Далмації, зокрема Хорватське Примор'я та Горскі Котар, а також домовилися про розміщення італійських військових баз на території НДХ. Північна частина Хорватії, Славонія та Східний Срем (нім. Ostsyrmien) потрапили до «німецької зони впливу» під окупацію вермахту.

- Травень 1941 — згортання Третім Рейхом битви за Британію у зв'язку з підготовкою агресії проти СРСР. До червня 1944 на Західному фронті значущих сухопутних операцій не буде, хоча будуть тривати активні військові дії на морі.
- 20 травня — 1 червня Німеччиною та Італією був захоплений острів Крит (операція «Меркурій»). 24 травня Георг II евакуюється в Єгипет.

#### 1941, червень-грудень
- 22 червня 1941 — початок вторгнення Третього Рейху в СРСР (Українська РСР, Білоруська РСР, Молдавська РСР, Литовська РСР, Латвійська РСР, Естонська РСР, області РРФСР: Псковська, Смоленська, Курська, Орловська, Білгородська). Початок Німецько-радянської війни.

- 22 червня 1941 війну СРСР оголосили Румунія та Італія (італійські війська почали бойові дії 20 липня); 23 червня — Словаччина, 25 червня — Фінляндія, 27 червня — Угорщина.
-  22 червня армія Фінляндії порушивши Аландську конвенцію 1921 року окупувала Аландські острови.

- 23 червня 1941 на території Литви легалізовано Тимчасовий уряд Литви, підпільно створений Фронтом литовських активістів (ФЛА) 22 квітня. Активісти (лит. Tautinio Darbo Apsaugos Batalionas) підняли повстання у Каунасі, Вільнюсі та інших містах, де очікували свого визнання як національної литовської влади від прийдешніх німецьких військ. Глава організації Казіс Шкірпа, будучи послом Литви в Німеччині, був заарештований німцями, а литовський уряд 5 серпня було розпущено. 20 вересня ФЛА звернувся до Німеччини з меморандумом протесту проти окупації Литви, 26 вересня організацію заборонили, більша частина її членів потрапила до концтаборів, а ті, хто проявив лояльність, були найняті на службу у шуцманшафт.
- 27 червня 1941 захоплено Білосток, 28 червня — Мінськ.
- 28 червня 1941 — початок німецько-фінської операції «Зільберфукс» захоплення Мурманська. (22 вересня вона закінчилася невдачею, прорвати оборону РСЧА не вдалося).

-  30 червня 1941 року після втечі радянських військ зі Львова ОУН (б) на чолі зі Степаном Бандерою проголосила відновлення Української держави. Головою уряду — Українського державного правління — було обрано Ярослава Стецька. Після окупації вермахтом Києва, конкурентна ОУН (м) Андрія Мельника проголосила створення Української національної ради. Влада Третього Рейху не визнала жоден з проголошених урядів. Їхніх членів кілька разів арештовували, а згодом відправили у концтабори (до вересня 1944 року).
-  4 липня 1941 Головний штаб партизанського руху Югославії Йосипа Броза Тіто оголошує про початок опору в окупованій Югославії.

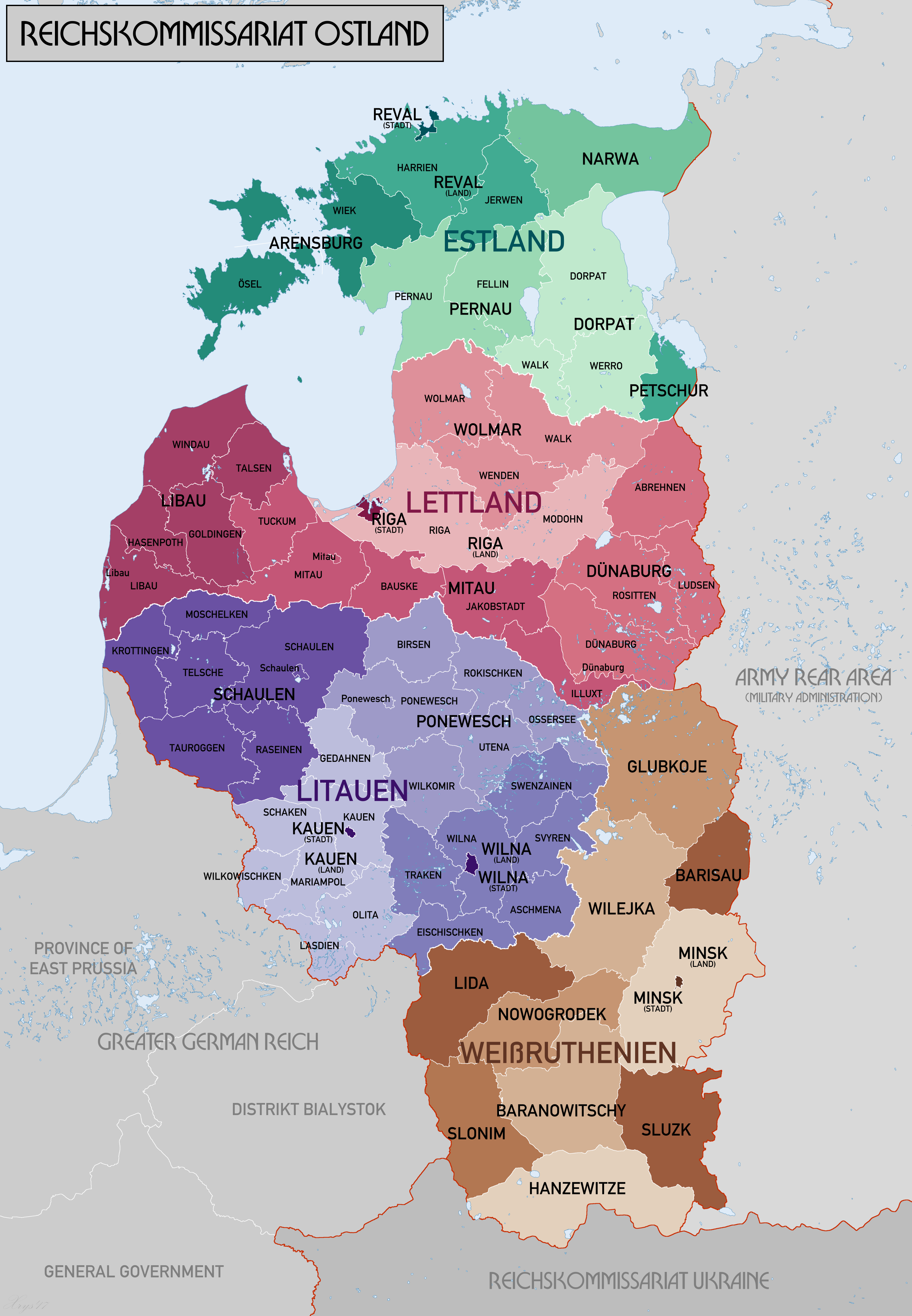
Райхскомісаріат Остланд

- 6 липня 1941 захоплена Рига, 9 липня — Псков, 10 липня — Тернопіль, Вінниця, Житомир. 11 липня був захоплений Вітебськ.

-  12 липня 1941 Італія заснувала на території окупованої Чорногорії маріонетковий протекторат Королівство Чорногорія. Кандидат на престол принц Михайло Петрович-Негош, будучи під арештом, не погодився його зайняти; відмовилися від чорногорського престолу також представники дому Романових Роман Петрович та Микола Романович. У результаті королівством почав управляти прем'єр-міністр Секула Дрлевіч.
- 12 липня 1941 в Москві було підписано угоду «Про спільні дії уряду СРСР та Великої Британії у війні проти Німеччини», що поклало початок юридичного оформлення антигітлерівської коаліції.

- 16 липня 1941 були захоплені Смоленськ, Полоцьк та Кишинів.
- 17 липня 1941 на підставі декрету Гітлера «Про громадянське управління в окупованих східних областях» було створено Імперське міністерство окупованих східних територій (нім. Reichsministerium für die besetzten Ostgebiete (RMfdbO)), яке очолив Альфред Розенберг. Цього ж дня були засновані дві адміністративні одиниці Великонімецького Рейху — райхскомісаріат Остланд, що включав у себе Балтію і Західну Білорусь та поділявся на чотири генеральні округи (нім. Generalbezirke): Estland, Lettland, Litauen і Weißruthenien, а також райхскомісаріат Московія, який мав включити всю європейську частину Росії, за винятком півдня та західних областей (Псков тощо), які увійшли до Остланду. До цього моменту територія останнього була майже повністю захоплена, за винятком північної частини Естонії.

- 18 липня 1941 Сталін направив Черчиллю послання з проханням про відкриття другого фронту проти Німеччини на півночі Франції та на півночі Норвегії 1941 року. 21 липня Черчилль відповів, що це неможливо.

- 19 липня 1941 частинами РСЧА покинуті Єльня та Великі Луки. 23 липня 1941 була захоплена Брестська фортеця.
- 26 липня 1941 — остаточна окупація МРСР румунсько-німецькими військами.

-  28 липня 1941 на території більшої частини західної Сербії югославськими партизанами створена Ужицька Республіка.

- 1 серпня 1941 на території відвойованої Галичини утворений дистрикт Галичина (центр — Львів), який, на відміну від решти України, включений до складу Генерал-губернаторства. Того ж дня був утворений бецірк (округ) Білосток — особливий район, приєднаний і керований з гау Східна Пруссія.
- 8 серпня був припинений опір Червоної Армії під Уманню, 9 серпня нею покинута Стара Русса.

- 14 серпня 1941 на військово-морській базі Ардженто в Ньюфаундленді між Вінстоном Черчиллем та Франкліном Рузвельтом була укладена Атлантична хартія. 24 вересня, в Лондоні, до хартії приєдналися представники урядів СРСР, Бельгії (в еміграції), Чехословаччини (в еміграції), Греції (в еміграції), Люксембургу (в еміграції), Нідерландів (в еміграції), Норвегії (в еміграції), Польщі (в еміграції), Югославії (в еміграції), а також «Вільної Франції».

- 15 серпня 1941 року РСЧА був покинутий Кривий Ріг, 16 серпня — Кінгісепп, 17 серпня — Миколаїв та Нарва, 19 серпня — Новгород та Херсон.

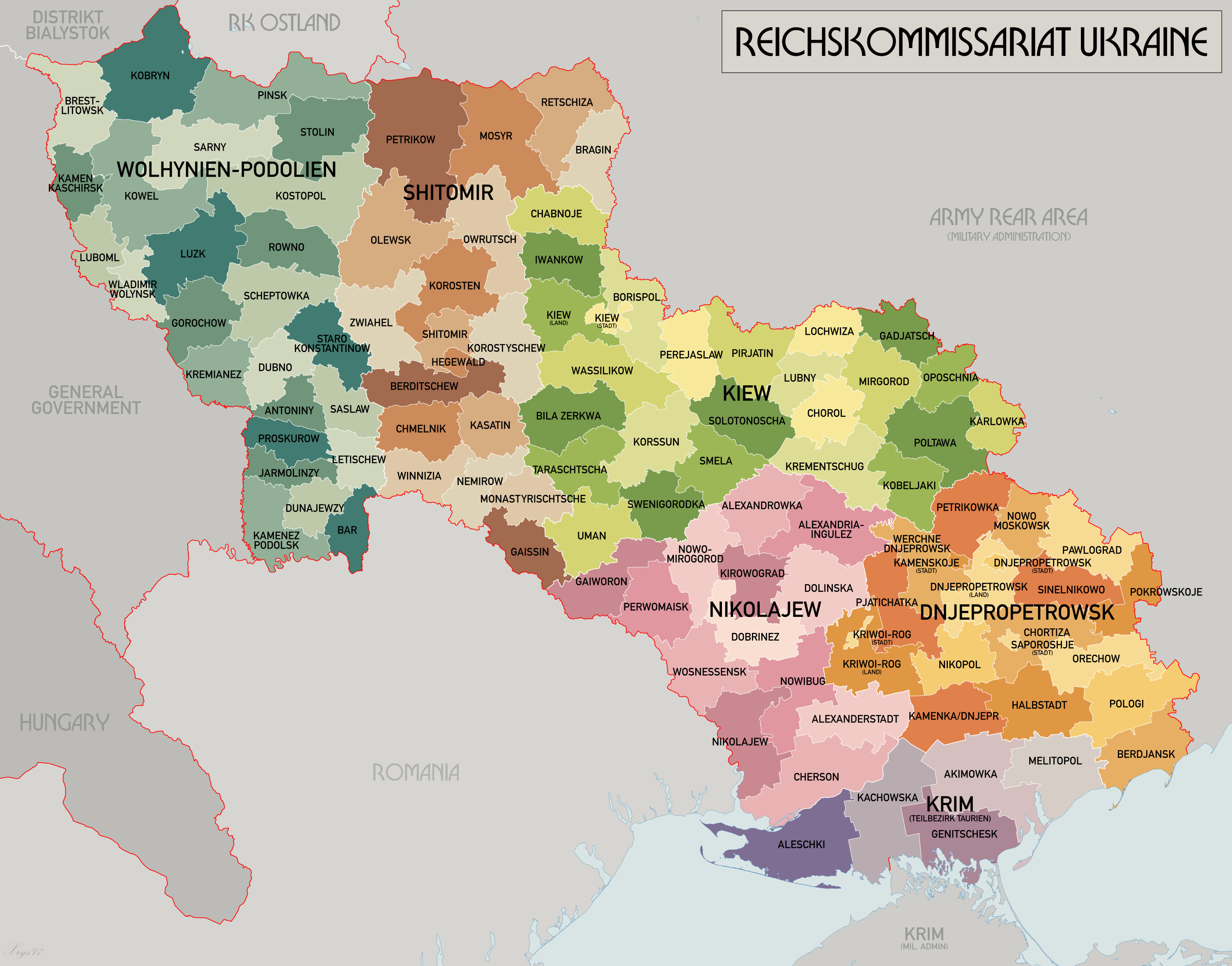
Райхскомісаріат Україна

- 20 серпня 1941 декретом Гітлера заснований райхскомісаріат Україна як адміністративна одиниця Великонімецького Рейху. Він містив у собі захоплені українські території за винятком дистрикту Галичина (що передавався під контроль Генерал-губернаторства), Трансністрії (Задністров'я) та Північної Буковини, які відходили Румунії, а, пізніше, ще й Таврії (Криму), анексованої Німеччиною під майбутню німецьку колонію Готенгау. Крім того райхскомісаріат Україна мав пізніше охопити окремі російські області: Курську, Воронезьку, Орловську, Ростовську, Тамбовську, Саратовську та Царицинську.

- 23 серпня 1941 Фінляндія завершила окупацію Північного Приладож'я, 9 вересня — Карельського перешийка.

- 25 серпня 1941 вермахт окупував Великі Луки. 28 серпня захоплено Таллінн. 5 вересня континентальна територія Остланду виявилася повністю захопленою.
- 29 серпня 1941 Німеччина після невдалої спроби створення Громадянського комісаріату сформувала на території окупованої Сербії Уряд національного порятунку під керівництвом генерала Мілана Недіча та військову адміністрацію Третього Рейху (нім. Militärverwaltung in Serbien). Формально включений до складу Сербії західний Банат при цьому де-факто перебував під контролем місцевої етнічної німецької меншини.
- 30 серпня 1941 в Бендерах був підписаний німецько-румунський договір про приєднання захопленої Трансністрії до Румунії.

-  Вересень 1941 — I конференція ОУН (б) визнала Третій Рейх ворогом України нарівні з СРСР.
- 3 вересня 1941 Сталін констатував у листі Черчиллю: "Радянський Союз втратив більше половини України і, крім того, ворог опинився біля воріт Ленінграда. […] Німці вважають небезпеку на Заході блефом і безкарно перекидають із Заходу всі свої сили на Схід, будучи переконаними, що ніякого другого фронту на Заході немає і не буде ".
-  З 4 вересня — захоплення Східної Карелії Фінляндією. 2 жовтня 1941 був захоплений Петрозаводськ. На початку грудня був перерізаний Біломорсько-Балтійський канал. До літа 1944 радянсько-фінська лінія фронту стабілізувалася.

- 8 вересня 1941 замкнуто німецько-фінське кільце навколо Ленінграда. Початок блокади міста. 19 вересня радянськими військами був покинутий Київ.
- 3 жовтня 1941 німецькими військами без бою був захоплений Орел. 6 жовтня припинив оборону Брянськ, 11 жовтня — Мценськ, 12 жовтня — Калуга, 14 жовтня — Калінін (Твер) і Ржев, 16 жовтня — Одеса, 17 жовтня — Таганрог, 18 жовтня — Малоярославець та Можайськ. 21 жовтня захоплена західна частина Наро-Фомінська (відбита 26 грудня).

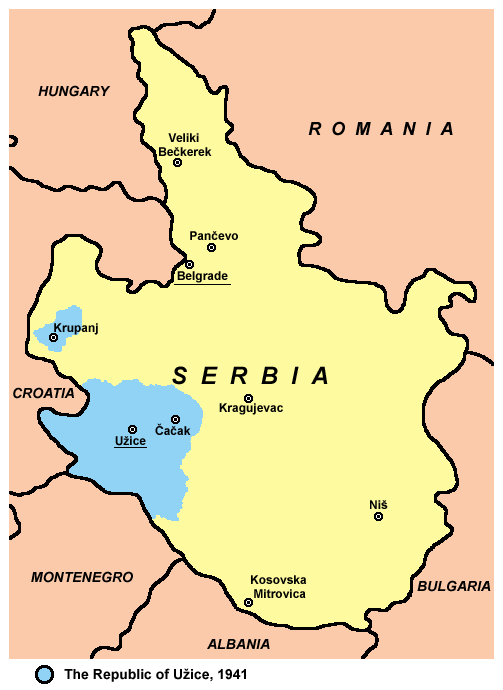
Партизанська Ужицька Республіка на карті Сербії (1941)

- 22 жовтня 1941 німецькі збройні сили захопили Моонзундський архіпелаг (він використовувався Червоною Армією як база для бомбардувань Берліна та підтримки Балтійського флоту).
- 24 жовтня 1941 був захоплений Харків. 2 листопада — вермахт захопив Крим і блокував Севастополь. 3 листопада зайнятий Курськ, 8 листопада — Тихвін.
- Жовтень-листопад 1941 — в кількох селах під Полоцьком утворена «республіка Зуєва» («республіка старовірів»).
- 15 листопада 1941 німецькою владою офіційно оформлено автономне Локотське самоврядування, яке пізніше поширилося на кілька окупованих районів Орловської та Курської областей.
- 16 листопада 1941 німецькі війська захопили Керч (відбита 30 грудня 1941, після того знову захоплювалася тричі), 20 листопада — Ростов-на-Дону (відбитий 28 листопада 1941). 20 листопада був захоплений Сталіногорськ (Новомосковськ).
- 18 листопада 1941 у Північній Африці британські війська зняли облогу з Тобрука та відкинули німецько-італійські сили в Триполітанію, заволодівши Киренаїкою.

- 25 листопада 1941 Антикоминтернівський пакт продовжено на п'ять років. До нього приєдналися Фінляндія, Румунія, Болгарія, Данія, Словаччина та прояпонський нанкінський уряд Китаю Ван Цзінвея.

- 1 грудня 1941 — падіння Ужицької Республіки югославських партизанів у Сербії. Територія знову захоплена гітлерівцями.
- 2 грудня 1941 після більш ніж чотиримісячної облоги РСЧА покинуло військово-морську базу СРСР у Фінляндії на півострові Ханко (Гангут). 4 грудня 1941 був захоплений Єлець.
- 5 грудня 1941 — початок контрнаступу Червоної Армії під Москвою.
- 7 грудня 1941 Японська імперія здійснила напад на Перл-Гарбор на Гавайських островах. 8 грудня США оголосили Японії війну.

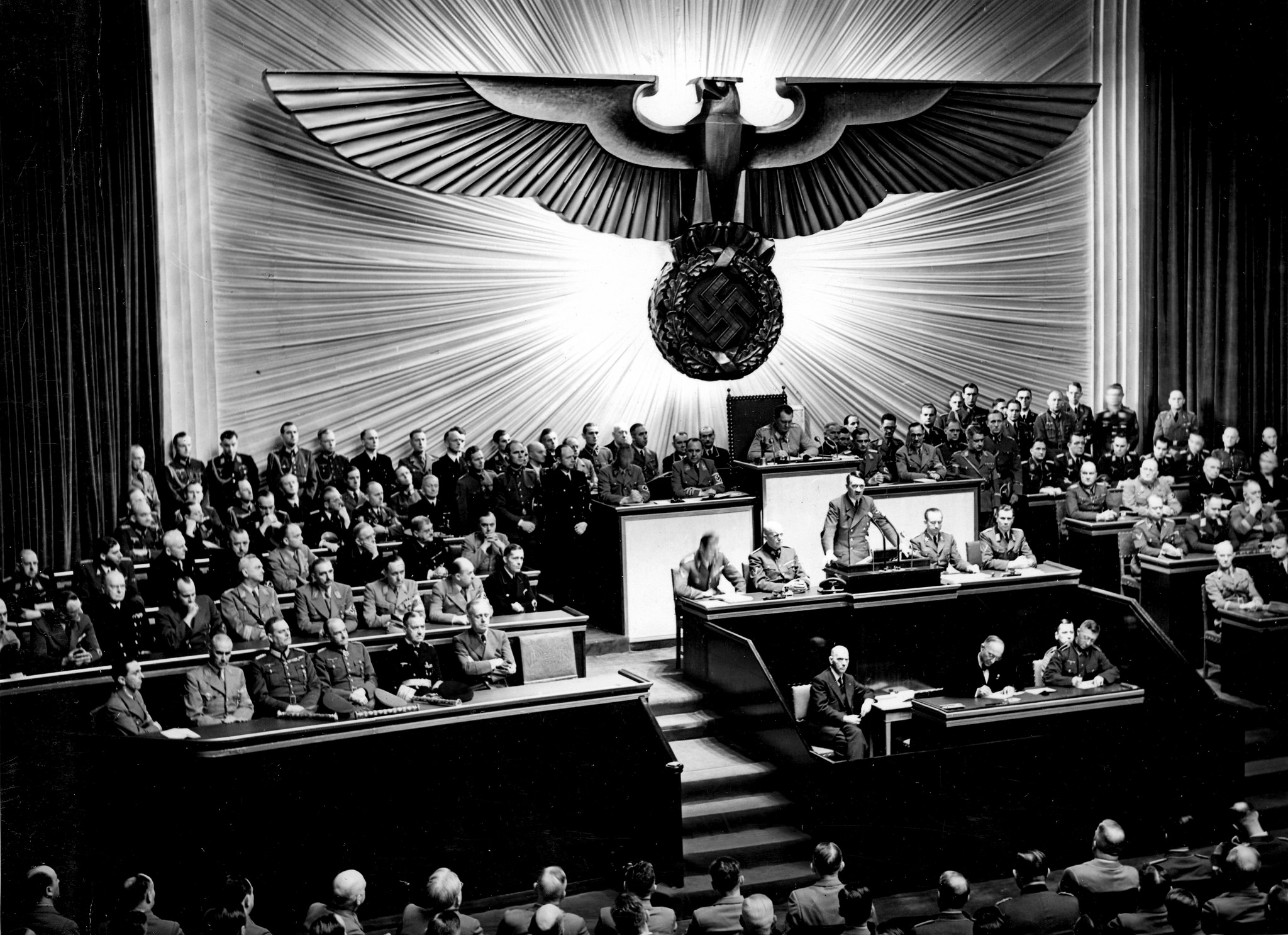
Гітлер оголошує війну Сполученим Штатам (11 грудня 1941)

- 9 грудня 1941 військами РСЧА були звільнені Тихвін та Єлець.
- 11 грудня 1941 Німеччина та Італія оголосили війну США.
- 16 грудня 1941 радянськими військами був звільнений Калінін (Твер), 22 грудня — Волоколамськ, 26 грудня — Наро-Фомінськ, 30 грудня — Калуга.
- 26 грудня відбулася висадка десанту РСЧА та захоплення Керчі, а 30 грудня — Феодосії. До 2 січня 1942 радянські війська повністю захоплюють Керченський півострів.

#### 1942
- 2 січня 1942 РСЧА звільнений Малоярославець, 14 січня — Мединь, 20 січня — Можайськ.
- 21 січня 1942 війська Роммеля розгромили основні сили британських військ і 7 лютого вийшли на рубіж Ель-Газала — Бір-Хакейм.
- 29 січня 1942 Червона Армія звільнила Сухінічі.
- 1 лютого 1942 рейхскомісар Норвегії Йозеф Тербовен оголосив дію монархії призупиненою та призначив на посаду міністра-президента Відкуна Квіслінга з титулом фьорера («вождя»).

-  Квітень 1942 — на II конференції ОУН (б) було вказано на «швидку можливість збройної боротьби за українську державність у підходящий час», коли СРСР зазнає поразки, або Німеччина виснажить свої сили у війні. Збройна боротьба проти німецьких окупантів відкладалася на невизначений термін, до виснаження сил німців. Основними завданнями ставилася боротьба проти «московсько-більшовицьких впливів», «пропаганди партизанщини», «опортуністів» з ОУН (м) та інших українських політичних течій.

- 20 квітня 1942 була завершена Ржевсько-Вяземська операція. Радянськими військами були повністю звільнені Московська і Тульська області, багато районів Калінінської та Смоленської областей.
- 18 травня 1942 провалилася Керченсько-Феодосійська операція РСЧА, Крим залишений в руках німців. 4 липня був захоплений Севастополь, 6 липня — правобережна частина Воронежа, 8 липня — Старий Оскол.
- 27 травня війська Роммеля, витісняючи британські сили, зайшли до Єгипту і до кінця червня обложили Ель-Аламейн пербуваючи у безпосередній близькості до Суецького каналу.
- 17 липня 1942 вермахтом був захоплений Ворошиловград, 24 липня — Ростов-на-Дону (повторно), 27 липня — смт Шотово Ворошиловградської області, останній утримуваний радянськими військами населений пункт на території УРСР[9]. Початок Сталінградської битви.

Третій Рейх станом на 1942

- Початок Битви за Кавказ. 27 липня був захоплений Новочеркаськ, 6 серпня — Армавір, 9 серпня — Краснодар, 10 серпня — Майкоп, 12 серпня — Еліста.
- 19 серпня 1942 британсько-канадські війська атакували французьке місто Дьєп. Атака відбита, союзники зазнали важких втрат.
- 21 серпня 1942 загін альпіністів 1-ї гірськострілецької дивізії «Едельвейс» встановив на західній вершині Ельбрусу прапори вермахту та своєї дивізії. 25 серпня був захоплений Моздок, 31 серпня — Анапа, 11 вересня — Новоросійськ.
- 23 жовтня 1942 — початок британського контрнаступу при Ель-Аламейні. 13 листопада німці покинули Тобрук. 20 листопада — відхід німецьких військ з Бенгазі.
- 28 жовтня 1942 був захоплений Нальчик.

- 8 листопада 1942 — початок висадки американо-британських військ у Алжирі та Марокко, до кінця листопада територія цих колоній була повністю звільнена від сил вішістської Франції.

- 10-11 листопада 1942 німецькі та італійські війська, незважаючи на протести режиму Віші, повністю окупували контрольовані нею території Франції (операція «Антон») для запобігання раптовій висадці союзних військ. Відтепер Франція була розділена на Північну та Південну зону окупації.

-  11 листопада 1942 — італійські війська окупували Монако.

- 13 грудня Адольф Гітлер проголосив Антона Адріана Муссерта лейдером («вождем») нідерландського народу. Однак реальна влада залишалася в руках рейхскомісара Артура Зейсс-Інкварта.
- 22 грудня 1942 була сформована перша регулярна військова частина Народно-визвольної армії Югославії — 1-ша пролетарська бригада.

#### 1943, січень-серпень

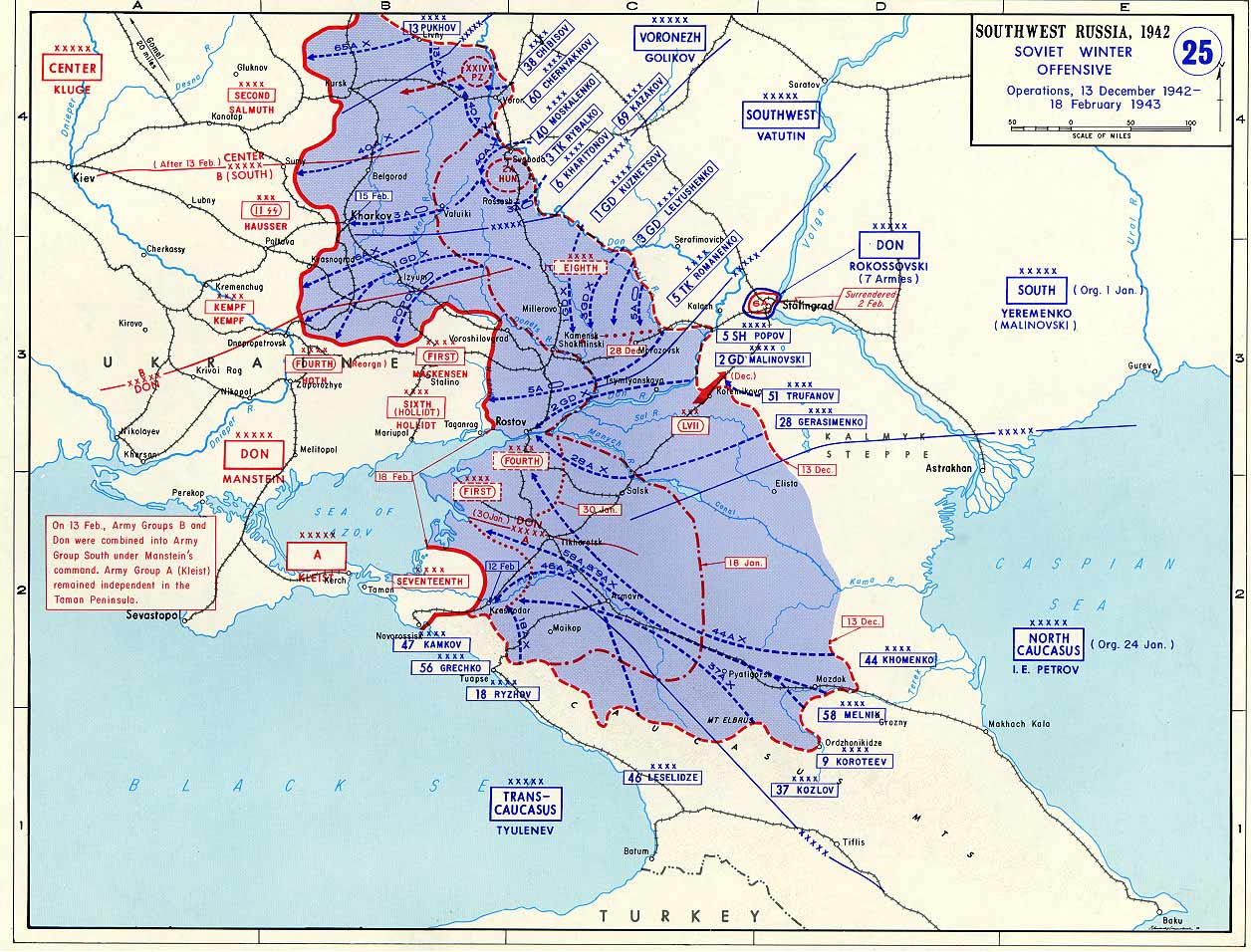
Радянський наступ: 13 грудня 1942 — 13 лютого 1943

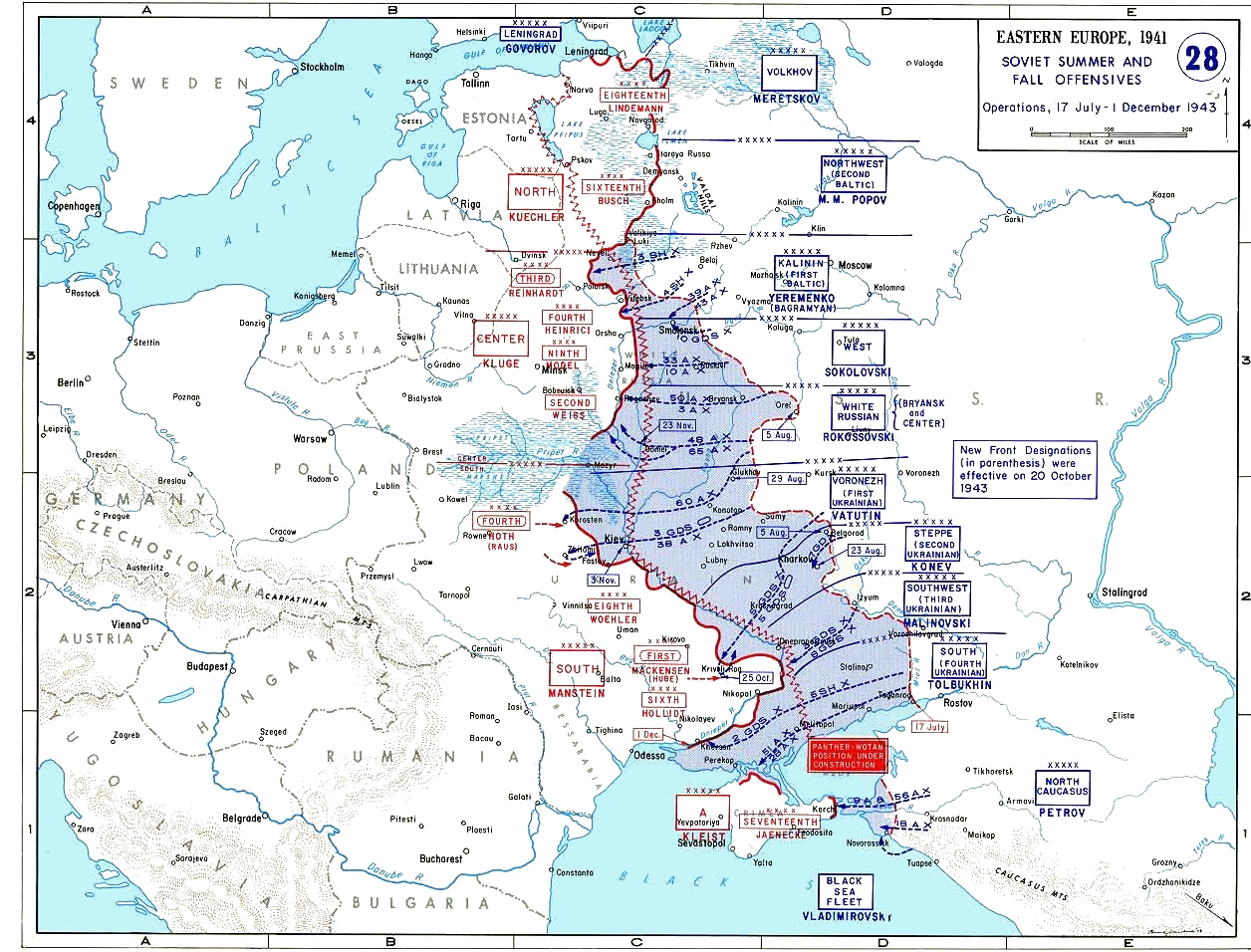
Військові операції липня-листопада 1943

- 1 січня 1943 Сталінградський фронт перейменований в Південний. Початок контрнаступу радянських військ на Кавказі. Військами РСЧА була захоплена Еліста, 3 січня — Моздок, 4 січня — Нальчик, 10 січня — Кисловодськ, 11 січня — Єсентуки, П'ятигорськ, Мінеральні Води. 17 січня були звільнені Великі Луки.
- 18 січня 1943 — прорив блокади Ленінграда. Війська Ленінградського та Волховського фронтів з'єдналися в районі Робітничих селищ № 1 і 5. Цього ж дня був звільнений Шліссельбург та очищено від гітлерівців все південне узбережжя Ладозького озера.
- 21 січня 1943 військами РСЧА був звільнений Ставрополь.
- 23 січня 1943 британцями було захоплене Триполі. На початку лютого вони витіснили німецько-італійські війська з Лівії до Тунісу.
- 25 січня 1943 Червоною Армією був звільнений Воронеж, велика частина Воронезької та Курської областей, Армавір, 30 січня — Майкоп.
- 2 лютого 1943 — завершення Сталінградської битви. Один з її підсумків — криза профашистських режимів в Італії, Румунії, Угорщині, Словаччині, невступ у війну Туреччини.
- 4 лютого 1943 — завершення Північно-Кавказької операції. Радянськими військами було звільнені Чечено-Інгушська, Північно-Осетинська та Кабардино-Балкарська АРСР, Ставропольський край, частина Ростовської області та Краснодарського краю. 7 лютого вермахт покинув Азов, 8 лютого — Курськ, 9 лютого — Білгород (18 березня захоплений знову), 12 лютого — Краснодар, 13 лютого — Новочеркаськ, 14 лютого — Ростов-на-Дону і Ворошиловград, 16 лютого — Харків (захоплений знову 14 березня).
- 16 лютого 1943 радянські альпіністи почали сходження на Ельбрус, з вершини якого зняли нацистські прапори та підняли державний прапор СРСР.
- 3 березня військами РСЧА був звільнений Ржев, 12 березня — Вязьма.

-  17-23 лютого 1943 — рішенням III конференції ОУН (б) УПА почала бойові дії проти країн Осі.

- 21 березня 1943 — початок наступу британо-американських військ в Тунісі.
- 13 травня 1943 — капітуляція італо-німецьких військ (250 тис. осіб) у Північній Африці.

- Початок червня 1943 — Велика Британія та США сповіщають Радянський Союз про своє рішення не створювати другий фронт у Західній Європі 1943 року, а зосередитися на Північній Африці та підготовці висадки в Сицилії.
- 1 липня 1943 Манштейн сказав: «Гітлер заявив, що тепер не можна давати обіцянки окремим народам Радянського Союзу, зважаючи на поганий вплив цього на наших солдатів. Наші солдати повинні знати, за що вони борються, а саме — за життєвий простір для своїх дітей та онуків …».

- 5 липня 1943 відбувся німецький наступ на Курській дузі. Початок Курської битви. 12-23 липня — битва під Прохоровкою, найбільший в історії зустрічний танковий бій та вирішальна подія битви на Курській дузі.

- 10 липня 1943 — початок висадки союзників в Сицилії (операція «Хаскі»). Манштейн: «Нарада 13 липня почалася заявою Гітлера, що положення на Сицилії, де західні держави висадилися 10 липня, стало серйозним. Італійці взагалі не воювали. Ймовірно, ми втратимо острів».
- 25 липня 1943 — антифашистський переворот в Італії, арешт Беніто Муссоліні на аудієнції у короля Віктора Еммануїла III. 27 липня — розпуск Національної фашистської партії Італії.

- 5 серпня почався контрнаступ радянських військ. РСЧА захопила Орел та Бєлгород. У Москві був влаштований перший салют перемоги. 23 серпня Червоною армією звільнений Харків, закінчилася Курська битва. На думку Еріха фон Манштейна, «вона була останньою спробою зберегти нашу ініціативу на Сході. З її невдачею, рівнозначною провалу, ініціатива остаточно перейшла до радянської сторони»[11].

#### 1943, серпень-грудень
-  13 серпня 1943 син першого президента Латвії Костянтин Чаксте утворив Латвійську центральну раду, що проголосила незалежну Латвійську республіку. Навесні 1944 керівництво ради було репресоване гітлерівцями, останні осередки прихильників ЛЦС були придушені до листопада того ж року.
-  17 серпня 1943 американські війська захопили Мессіну. Вся Сицилія опинилася в руках союзних військ.

- 28 серпня 1943 після зустрічі з Гітлером у Східній Пруссії та свого повернення в Софію раптово помер цар Болгарії Борис III, за офіційною версією від інфаркту. З'явилися версії його отруєння через розбіжності з фюрером (зокрема, Борис не оголосив війну СРСР). Наступником Бориса став його 6-річний син Симеон II.
- 30 серпня 1943 військами РСЧА була звільнена Єльня, 1 вересня — Дорогобуж, 25 вересня — Смоленськ та Рославль, було ліквідоване Локотське самоврядування, завершилася Смоленська операція.

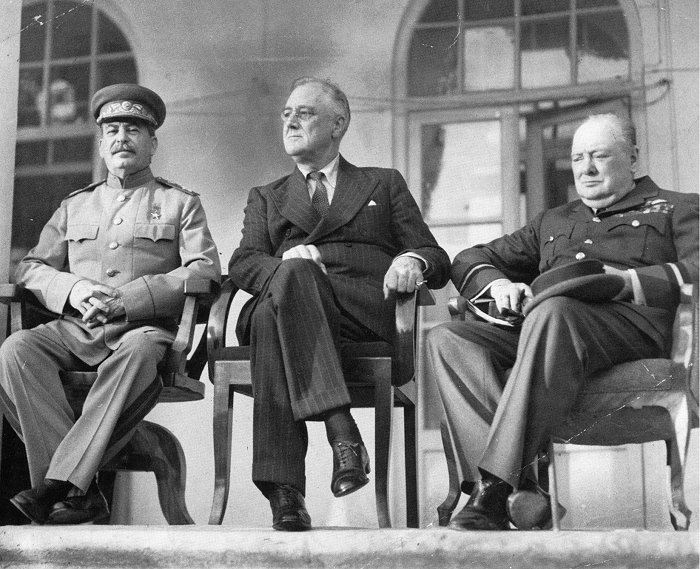
І. В. Сталін, Ф. Д. Рузвельт та В. Черчилль у Тегерані

- 30 серпня 1943 в ході Донбаської операції Червоною Армією був звільнений Таганрог, 2 вересня — Суми, 6 вересня — Конотоп, 8 вересня — Сталіно (Донецьк), 10 вересня — Маріуполь.
- 3 вересня 1943 Італією було підписане перемир'я з союзниками. Того ж дня відбувся початок британо-американської висадки у материковій Італії. 8 вересня країна офіційно вийшла з війни.
- 3-8 вересня 1943 Німеччина окупувала північну та центральну частини Італії. 10 вересня на окупованій Німеччиною території утворено дві військові зони — Передальпійська оперативна зона (нім. Operationszone Alpenvorland) та Оперативна зона Адріатичного узережжя (нім. Operationszone Adriatisches Küstenland). Крім цього, Німеччина анексувала італійський Південний Тіроль. Муссоліні визволив есесівський спецназ на чолі з Отто Скорцені та доставив у зону окупації. 23 вересня Муссоліні оголосив, що спрямований проти нього державний переворот зазнав невдачі, і режим продовжується у вигляді Італійської соціальної республіки.
- 8 вересня 1943 Німеччина окупувала Монако.

-  З 9 вересня по 4 жовтня 1943 партизани та частини руху «Вільна Франція» звільнили Корсику.

- З 10 вересня 1943 вермахт окупував Албанію, Чорногорію, Македонію, Грецію замість італійців.
- Після падіння режиму Муссоліні британські війська спробували закріпитися на Додеканеських островах (володіння Італії з 1912), проте в період з 8 вересня по 22 листопада 1943 вони були вибиті звідти гітлерівцями до завершення війни.
- Скориставшись падінням режиму Муссоліні, Незалежна держава Хорватія анексувала італійські території в Чорногорії (Котор) та Далмації, окрім Зари (Задара).
- 16 вересня 1943 Червона Армія звільнила Новоросійськ та Новгород-Сіверський, 17 вересня — Брянськ, 21 вересня — Чернігів та Анапу, 23 вересня — Полтаву, 25 вересня — Смоленськ і Рославль, 29 вересня — Кременчук.

-  17 вересня 1943 американський десант окупував острів Сардинія.

- 1 жовтня 1943 союзні війська зайшли до Неаполя. За добу до цього народним повстанням звідти були вигнані німці. До весни 1944 кордоном просування союзних військ в Італії була «Лінія Вольтурно» південніше Риму.
- 7 жовтня 1943 військами РСЧА була захоплена Тамань, 14 жовтня — Запоріжжя, 23 жовтня звільнений Мелітополь, 25 жовтня — Дніпропетровськ та Дніпродзержинськ. 6 листопада був звільнений Київ, 13 листопада — Житомир (знову залишений 18 листопада), 26 листопада — Гомель.

-  25 жовтня 1943 був утворений прозахідний Верховний комітет визволення Литви, що формально проіснував до 1990.

- 28 листопада — 1 грудня 1943 — Тегеранська конференція керівників СРСР, США та Великої Британії. Одним з її підсумків було закріплення за Радянським Союзом після перемоги всіх його надбань 1939—1940 років (враховуючи підсумки фінської війни), частини Східної Пруссії, а також західної межі Польщі по Одеру та Нейсе. Відкриття другого фронту було заплановане на травень 1944.

-  29 листопада 1943 у місті Яйце (Боснія) впродовж другої сесії Антифашистського віче народного визволення Югославії на звільнених від гітлерівців територіях проголошений Національний комітет по звільненню Югославії — провісник Демократичної Федеративної Югославії. Цей день вважається днем утворення федеративної республіки. Королю Петру II Карагеоргієвичу було заборонено повертатися в країну до закінчення війни, була засуджена діяльність лондонського емігрантського монархічного уряду.

- Станом на грудень 1943 радянські партизани контролювали приблизно 60 % формально окупованої німцями території Білорусі[12]. 14 грудня 1943 грудня РСЧА захопила Черкаси, до середини-кінця місяця Червона Армія захопила всю Лівобережну Україну.

-  21 грудня 1943 в Мінську була проголошена та визнана німецькою адміністрацією Білоруська центральна рада на чолі з президентом Радославом Островським. Незважаючи на те, що БЦР підкорялися окремі збройні формування (БНС, БКО) — її повноваження були значно обмеженими.

#### 1944, січень-травень

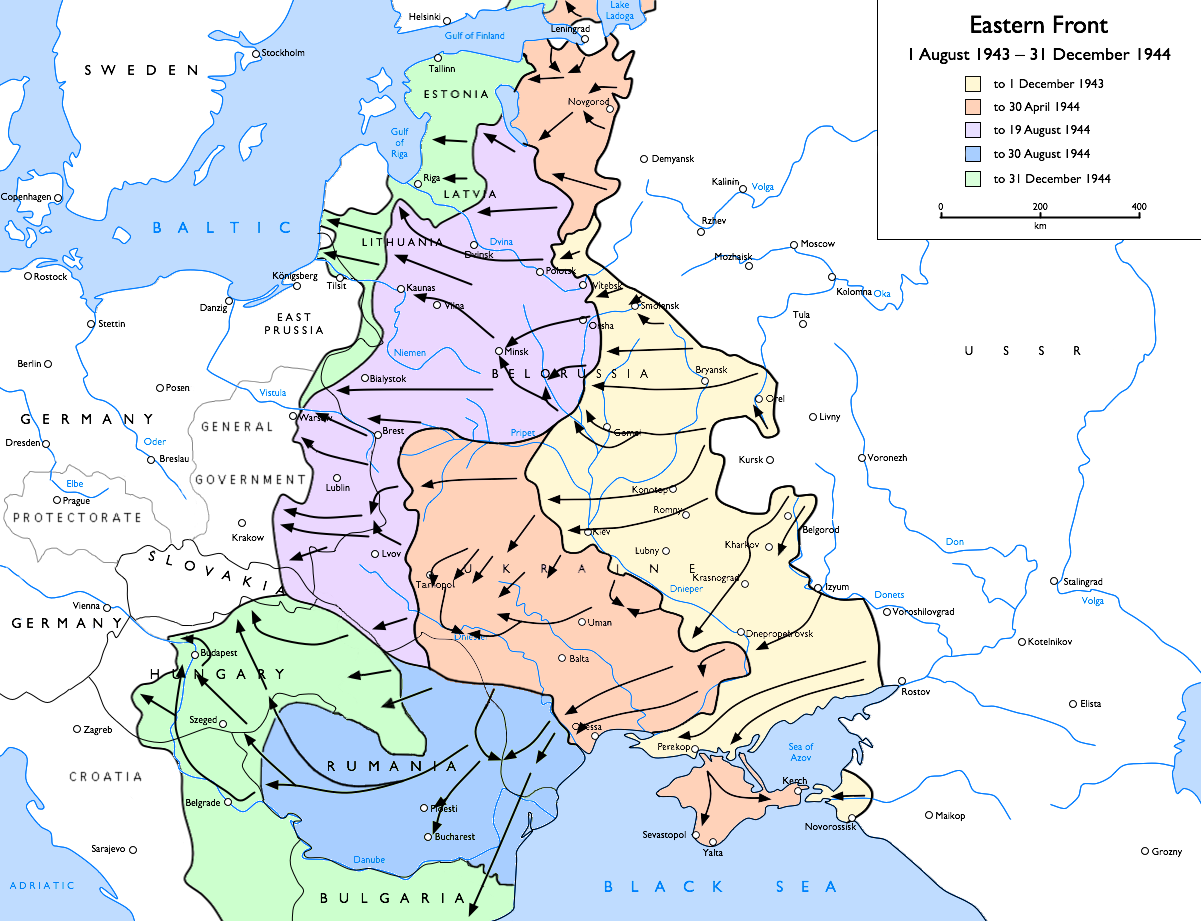
Дії Червоної Армії з серпня 1943 по грудень 1944

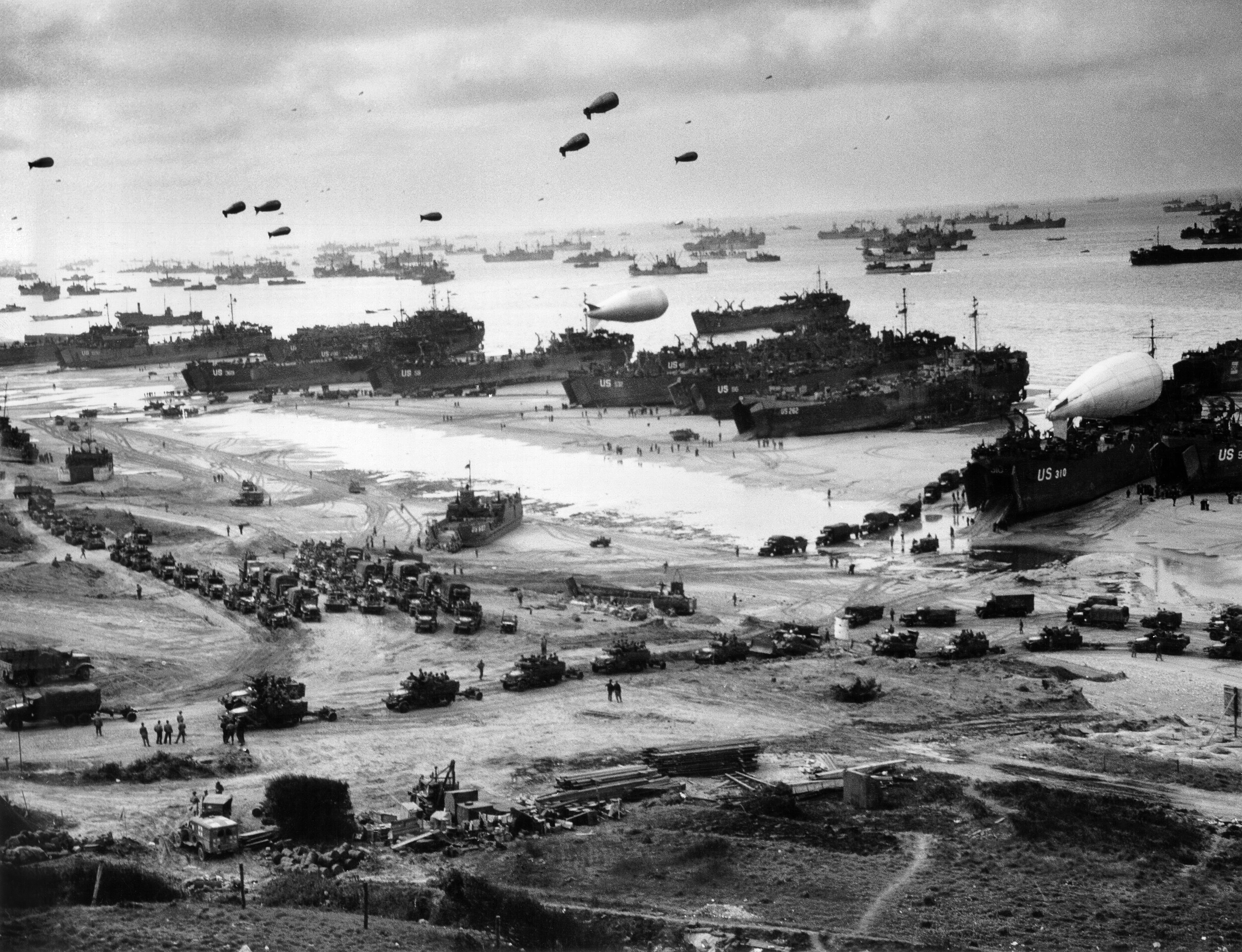
Війська союзників після висадки у Нормандії. Прибуття підкріплень на плацдарм.

-  1 січня 1944 була утворена прорадянська Крайова Рада Народова — вищий представницький підпільний орган майбутньої ПНР. Декретом Крайової Ради Народової створена Армія Людова.

- 8 січня 1944 Червона Армія відвоювала Кіровоград, 14 січня — Мозир, 20 січня — Новгород, 24 січня — Пушкін (Царське село) та Павловськ, 26 січня — Гатчину. До середини січня РСЧА перейшла старий (до 1939) західний кордон СРСР з Польщею.
- 1 лютого 1944 радянськими військами був звільнений Кінгісепп, 3 лютого почалося звільнення Естонської РСР, 4 лютого вони зайшли до звільненого напередодні партизанами Гдова[джерело?], 5 лютого — в Луцьк і, за сприяння партизанів, Рівне[джерело?], 8 лютого — Нікополь, 14 лютого — Корсунь-Шевченківський, 18 лютого — Стару Руссу, 22 лютого — Кривий Ріг.

-  Березень 1944 — за сприяння окупаційної німецької влади (обергрупенфюрер СС Карл Ліцман) був утворений Національний комітет Естонії, що прагнув визнання автономії Естонії. Надалі рішенням комітету президентом Естонії був визнаний Юрі Улуотс, призначено підпільний уряд на чолі з Отто Тііфом. 14 вересня 1944 була зроблена невдала спроба сформувати національний уряд під головуванням Тііфа.

- 10 березня 1944 РСЧА звільнена Умань, 13 березня — Херсон, 17 березня — Ямпіль, 19 березня — Сороки (почалося звільнення Молдавської РСР), 20 березня — Вінницю.
- 20 березня 1944 вермахт повністю окупував Угорщину, запобігаючи її виходу з війни (операція «Маргарита»). За спогадами німецьких солдатів, востаннє населення зустрічало їх квітами.
- 26 березня 1944 РСЧА вийшла до річки Прут на державний кордон СРСР з Румунією, цього ж дня захоплено Бєльці, 28 березня — Миколаїв, 29 березня — Чернівці, 31 березня — Очаків.
- 2 квітня 1944 уряд СРСР розповсюдив заяву що, вступаючи на територію Румунії, Радянський Союз не переслідує мети придбання будь-якої частини її території[13]. 4 квітня був звільнений Хотин. 8 квітня Червона Армія вийшла на кордон СРСР з Чехословаччиною. 10 квітня була захоплена Одеса, 11 квітня — Джанкой та Керч, 12 квітня — Тирасполь та Дубоссари.
- 13 квітня 1944 РСЧА звільнені Феодосія, Сімферополь та Євпаторія, 14 квітня — Тернопіль, Судак та Алушта, 15 квітня — Ялта, 9 травня — Севастополь. Станом на 12 травня вермахт повністю залишив Крим.

-  21 квітня 1944 сформовано перший уряд Національної єдності в Італії.

- 13 травня 1944 — спільна заява урядів Радянського Союзу, Великої Британії та США, адресована сателітам гітлерівської Німеччини — Угорщині, Румунії, Болгарії та Фінляндії. У заяві говорилося про неминучість поразки пронімецького блоку та висувалися вимоги: припинити згубну співпрацю з Німеччиною, почати в боротьбу з нею і тим самим наблизити завершення війни, зменшити втрати своїх країн, свою відповідальність за війну[14].

-  2 червня 1944 Шарль де Голль утворив у Лондоні тимчасовий уряд Французької Республіки (фр. France Libre). З серпня 1944 він почав керувати у звільненій Франції. 23 жовтня союзники визнали цей уряд законним.

### Після відкриття другого фронту

#### 1944, червень-серпень
- 4 червня 1944 після прориву чотиримісячної оборони Монте-Кассіно союзні війська без бою зайшли до Риму. Останній був оголошений «відкритим містом»: всі німецькі війська покинули його та відступили на північ.
- 6 червня 1944 — початок висадки союзників у Нормандії (північна Франція). Відкрито «Другий фронт».

-  17 червня 1944 Ісландія, яка була під американською окупацією, припинила свою унію з Данією, проголосила незалежність та стала республікою.

- 20-21 червня 1944 РСЧА був звільнений Виборг, 28 червня — Петрозаводськ.
- 22 червня 1944 — початок операції «Багратіон», в ході якої була звільнена Білорусь, більша частина Литви та майже повністю розгромлена німецька група армій «Центр». 26 червня звільнений Вітебськ, 27 червня — Орша.

- 22 червня — 5 липня 1944 — хвиля антинацистських народних виступів у Копенгагені та інших містах окупованої Данії.

- 29 червня 1944 союзники захопили порт Шербур.

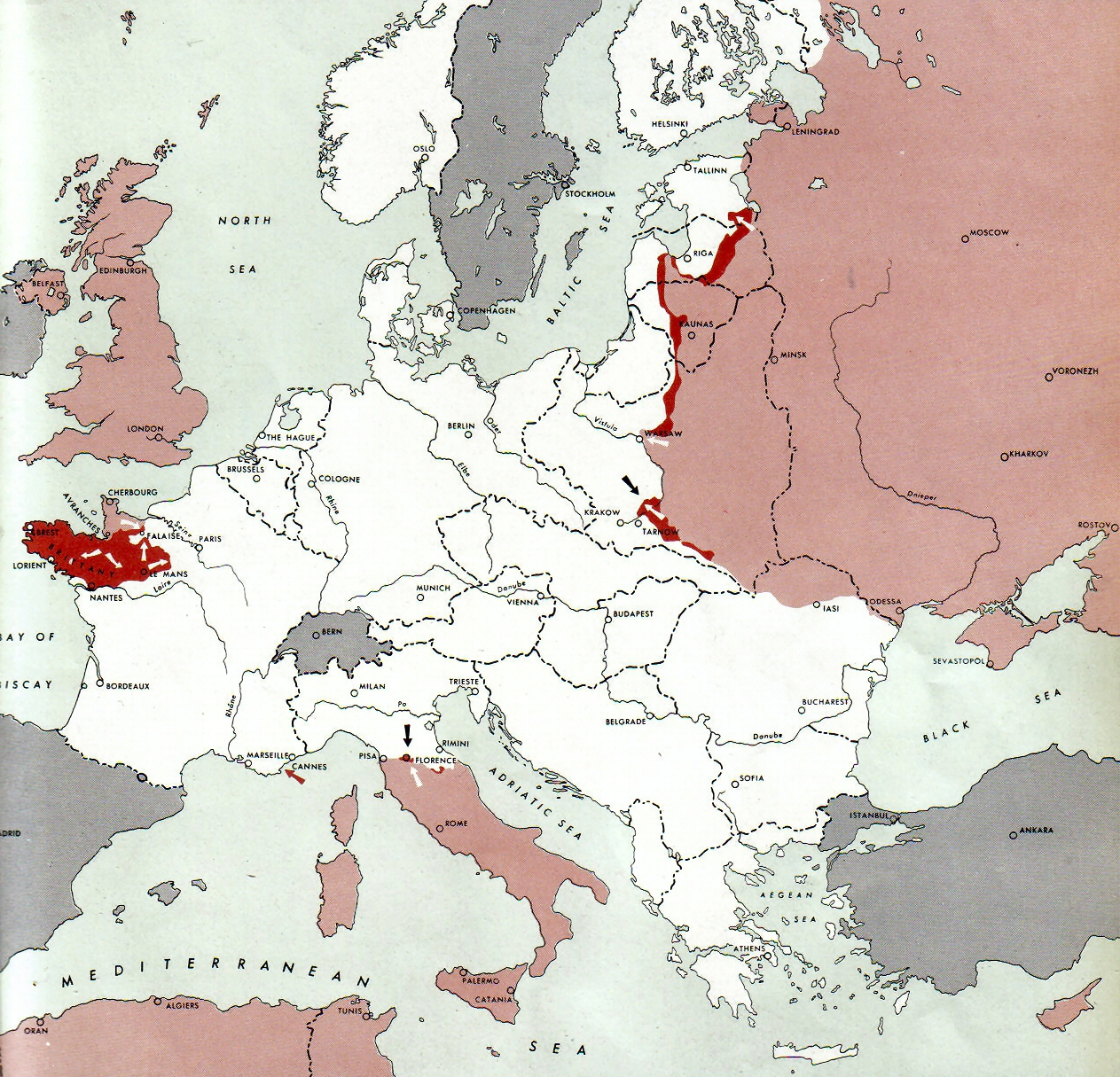
Становище воюючих сторін станом на 15 серпня 1944

- 3 липня 1944 у передальпійському регіоні Веркор групами партизанів-макі (фр. maquis) проголошена антинацистська Вільна Республіка Веркор, до кінця місяця гітлерівці ліквідовують заколот.
- 3 липня 1944 Червона Армія захопила Мінськ, 13 липня — Вільнюс. 3 липня ліквідована маріонеткова адміністрація Білоруської центральної ради. 17 липня РСЧА зайшла на територію Генерал-губернаторства (Польщі), 22 липня РСЧА захоплений Холм, 23 липня — Псков, 24 липня — Люблін.

-  15 липня 1944 було проголошено утворення націоналістичної Української головної визвольної ради — «верховного органу українського народу в його революційно-визвольній боротьбі». Він формально проіснував до розпаду Радянського Союзу.
- 20 липня 1944 — невдалий замах на Адольфа Гітлера у головній ставці фюрера в Растенбурзі (Східна Пруссія) у результаті змови офіцерів вермахту. У Берліні одночасно відбулася спроба державного перевороту. У ході розслідування було заарештовано кілька тисяч чоловік та близько двохсот страчено.

- До 21 липня 1944 американці захопили Сен-Ло, британо-канадські війська — Кан. 27 червня американці звільнили Шербур.

-  21 липня 1944 був сформований прорадянський Польський комітет національного визволення. Ця дата надалі стала вважатися днем проголошення ПНР.

- 26 липня 1944 частинами РСЧА була захоплена Нарва, 27 липня взяті Львів, Станиславів та Перемишль, а також Білосток та Шяуляй, 28 липня — Брест. У ці ж дні РСЧА форсувала Віслу. 1 серпня вона захопила Каунас, 5 серпня — Стрий, 6 серпня — Дрогобич. 2-6 серпня 1944 Червона Армія вийшла до кордону Третього Рейху у Східній Пруссії. 15 серпня нею захоплено Сандомир. Україна була очищена від гітлерівців.
- 30-31 липня 1944 вермахт окупував Сан-Марино[17].

- 1 серпня 1944 — початок Варшавського повстання.
- 2 серпня 1944 Туреччина розірвала дипломатичні та економічні відносини з Німеччиною.
- 2 серпня 1944 — створено Антифашистські збори народного визволення Македонії — «верховного, законодавчого, представницького та виконавчого найвищого органу державної влади Демократичної Македонії».

- 4 серпня під натиском повсталих італійців гітлерівці покинули Флоренцію і 13 серпня її захопили союзні війська. 15 серпня 1944 війська союзників зайшли в південну Францію між Тулоном та Каннами. 17 серпня були звільнені Фалез та Орлеан. 19 серпня німецькі війська почали відходити з території південної Франції. На окупованих гітлерівцями територіях активізувалися французькі партизани. 19 серпня — початок народного повстання в Парижі.
- 21 серпня 1944 Червона Армія захопила Ясси, 22 серпня — Аккерман, 24 серпня — Кишинів. До 26 серпня вся територія Молдови була очищена від німецьких військ.

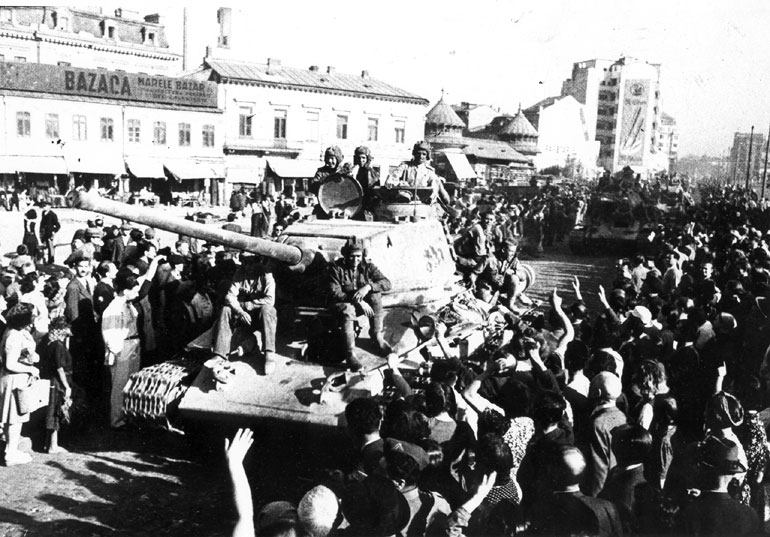
Радянські війська входять в Бухарест (31 серпня 1944)

- 22 серпня 1944 союзні війська зайшли до звільненого партизанами Гренобля, 25 серпня союзники за підтримки партизанів звільнили Париж, 28 серпня — Марсель і Тулон, 29 серпня — Бордо.

-  23 серпня в Бухаресті спалахнуло антифашистське повстання та відбувся державний переворот. Король Румунії Міхай I, що став на бік повсталих, наказав заарештувати Антонеску та пронацистських генералів. Було сформовано новий уряд, який оголосив про вихід Румунії з війни на боці Німеччини. 23 серпня Румунія оголосила війну Німеччині і прийняла умови миру, запропоновані союзниками. Вранці 24 серпня німецька авіація бомбардувала Бухарест і німецькі війська спробували придушити опір, до 27-28 серпня вони були ліквідовані.
- 29 серпня 1944 — початок Словацького національного повстання. Значна частина словацької армії саботувала накази влади або відкрито перейшла на бік народу.

- 29 серпня під натиском РСЧА припинила опір Констанца, 30 серпня — Плоєшті, 31 серпня війська 2-го Українського фронту зайшли до Бухаресту, захопленого румунськими повстанцями.
- 30 серпня 1944 канадські війська зайшли до Руану, американські — до Реймсу.

#### 1944, вересень-грудень

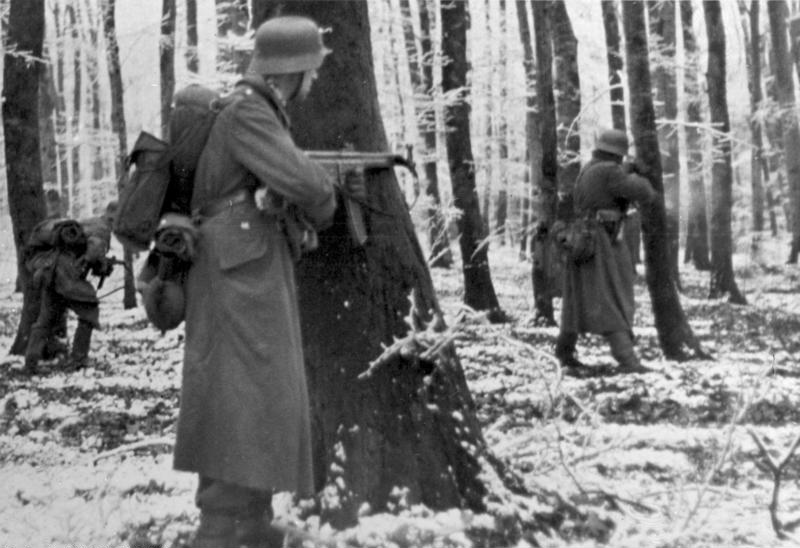
Бій в Арденських лісах

- 1 вересня 1944 союзники і партизани звільнили Верден та Дьєп, 2 вересня — Ліон, 3 вересня — Брюссель, відбулося збройне повстання в Антверпені. 4 вересня британські війська зайшли до міста, звільненого повстанцями.
- 2 вересня 1944 президент Фінляндії Карл Маннергейм направив лист Гітлеру з офіційним попередженням про вихід Фінляндії з війни. 4 вересня уряд Фінляндії оголосив про розрив відносин з Німеччиною, цього ж дня закінчилися бойові дії між радянськими та фінськими військами. 15 вересня Німеччина зажадала у Фінляндії віддати острів Готланд, а після відмови спробувала захопити його. Почалася німецько-фінська Лапландська війна. 19 вересня в Москві Фінляндія підписала угоду про перемир'я з СРСР.

-  5 вересня 1944 — уряди Бельгії, Нідерландів та Люксембургу підписали договір про створення Бенілюксу.
-  6 вересня 1944 війська союзників звільнили Монако.

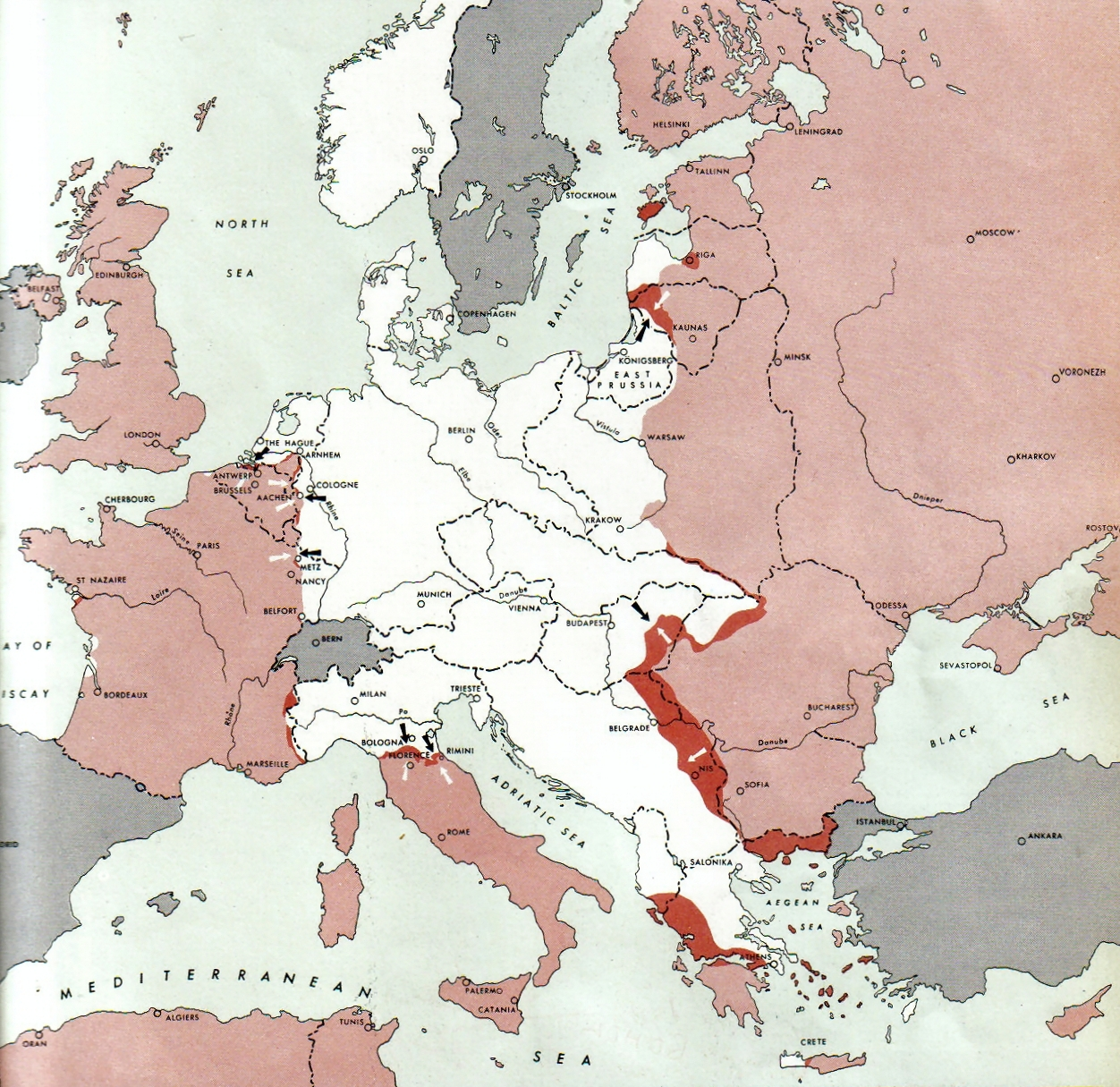
Становище воюючих сторін станом на 15 жовтня 1944

- 7 вересня 1944 режим Віші, перебуваючи перед загрозою з боку наступаючих союзних військ, евакуювався з Франції у південну Німеччину і заснував у Зігмарінгені уряд у вигнанні.

-  8 вересня 1944 на засіданні Латвійської центральної ради в Ризі була прийнята Декларація про відновлення незалежної Латвійської республіки. Латвійська центральна рада оголошувалася тимчасовим урядом латвійської держави. Зважаючи на наступ радянських військ, наступного дня Латвійська центральна рада вирушила у вигнання, де продовжувала свою діяльність до розпаду Радянського Союзу.
-  8 вересня 1944 Болгарія приєдналася до антигітлерівської коаліції. 9 вересня в Софії почалося повстання, відбувся державний переворот, пронацистські міністри були заарештовані, був сформований новий уряд Вітчизняного фронту, 10 вересня Болгарія відкликала свої війська з окупованих Македонії та Фракії і оголосила війну Німеччині та Угорщині. Болгарська армія перепідпорядкувалася 3-му Українському фронту. 15 вересня РСЧА зайшла до Софії.

- 8 вересня — 28 жовтня 1944 проведена Східно-Карпатська операція РСЧА для підтримки словаків. Прорватися до повстанців не вдалося, Словаччина була повністю окупована гітлерівцями, заколот придушений. 30 жовтня німці відзначили поразку повстання проведенням параду.

-  8 вересня 1944 після виведення болгарських військ з території Македонії її захопив вермахт. На цій території проголошено Незалежну республіку Македонію під керівництвом Внутрішньої македонської революційної організації.
-  11 вересня 1944 союзники реставрували Велике герцогство Люксембург.

- 12 вересня 1944 між СРСР, США та Великою Британією був підписаний протокол Угоди про окупаційні зони в Німеччині. Цього ж дня в Москві підписано перемир'я Радянського Союзу з Румунією.
- 12 вересня 1944 британо-канадські війська захоплюють Гавр. 15 вересня американці звільнили Нансі. 17 вересня 1944 — початок висадки союзників у Нідерландах та Бельгії з метою обійти укріплену «лінію Зігфрида» з півночі в район Арнема та захоплення нідерландських портів. До 25 вересня це здійснити не вдалося. 21 вересня канадські війська звільнили Булонь.

-   18 вересня 1944 в Таллінні легалізовано підпільний уряд Естонії на чолі з Отто Тііфом, який проголосив незалежність і кілька днів намагався протистояти відступаючим німецьким та наступаючим радянським військам.
-  20-24 вересня 1944 союзні війська відбили та окупували Сан-Марино.

- 22 вересня 1944 РСЧА захопила Таллінн, 23 вересня — Пернов (Пярну), 24 вересня — Хаапсалу. Станом на 26 вересня була захоплена вся континентальна Естонія.
- З 24 вересня 1944 відбувалися бої Червоної Армії в західній Румунії проти німецьких та угорських військ. В кінці вересня — на початку жовтня радянські війська вийшли на румуно-угорський кордон та територію Югославії.
- 28 вересня 1944 німці почали відступати з території північної Франції на укріплену лінію Зігфріда. 30 вересня союзники захопили Кале. До середини жовтня вся Франція, окрім Ельзасу та Лотарингії, та частина Бельгії опинилися в руках союзних військ.
- 2 жовтня 1944 Варшавське повстання придушене гітлерівцями.
- 3 жовтня 1944 — наказ німецького верховного командування про відступ вермахту з Греції. Наступного дня була розпочата висадка та окупація Греції британськими військами.
- 9 жовтня 1944 на четвертій Московській конференції Черчилль і Сталін домовилися про поділ сфер впливу двох великих держав на Балканах (так звана «Угода про відсотки»). За цією угодою СРСР отримував 90 % впливу в Румунії, 75 % в Болгарії, Велика Британія — 90 % у Греції. Вплив Радянського Союзу та Великої Британії в Угорщині та Югославії, за першою пропозицією Черчилля, мав стати паритетним, по 50 %. Сталін з цим не погодився і наступні два дні за підсумками переговорів міністрів закордонних справ Ентоні Ідена та В'ячеслава Молотова відсоток радянського впливу у двох країнах був підвищений до 80 %.

-  10 жовтня 1944 на невеликій території П'ємонту у північній Італії, захопленій повсталими проти гітлерівців та фашистського режиму Муссоліні італійцями, була проголошена Республіка Альба (названа по імені наполеонівської маріонеткової Республіки Альба 1796–1801 років). 2 листопада бунтівна республіка була ліквідована німцями.

- 8 жовтня 1944 захопленням радянськими військами села Лавочне Дрогобицької області Українська РСР була повністю відновлена в межах 1941.
- 12 жовтня 1944 радянсько-болгарські війська та югославські партизани захопили Лєсковац, Ніш та ряд інших міст південної Сербії. Цього ж дня грецькі повстанці звільнили Афіни та Пірей. 13 жовтня 1944 Червона Армія захопила Ригу.

-  13 жовтня 1944 британські війська зайшли до Афін. До цього моменту практично вся територія континентальної Греції була залишена німцями та звільнена місцевим Опором. 18 жовтня створено уряд на чолі з Георгіосом Папандреу (старшим).
-  15 жовтня регент Угорського королівства Міклош Горті оголосив про перемир'я з Радянським Союзом, однак угорські війська не припинили ведення бойових дій. В результаті операції «Панцерфауст» загоном СС був викрадений син Горті, що змусило його анулювати перемир'я та передати владу пронімецькому диктатору Ференцу Салаші. 16 жовтня була утворена «Угорська держава».

- 15 жовтня РСЧА захопила Печенгу. Станом на 22 жовтня більша частина Латвії, за винятком «Курляндського котла», була очищена від гітлерівців. 25 жовтня радянські війська перетнули норвезький кордон та захопили Кіркенес. 2-8 жовтня були захоплені острови Хіюмаа та Сааремаа.
- 20 жовтня 1944 радянські війська захопили Дебрецен і разом з югославськими партизанами Белград, 21 жовтня — Кралево. Станом на грудень партизани НВАЮ контролювали всю східну частину Югославії — територію Сербії, Македонії, Чорногорії та більшу частину узбережжя Далмації.

-  20 жовтня 1944 в Бераті був створений Тимчасовий демократичний уряд Албанії, майбутньої Народної Соціалістичної Республіки Албанія.

- 21 жовтня 1944 американці звільнили Ахен.
- Станом на 22 жовтня РСЧА в результаті Мемельської операції від німецьких військ була звільнена велика частина північного берега Німану.
- 25 жовтня завершилося визволення Румунії від німецьких військ. 26-27 жовтня Радянська армія захопила Мукачево та Ужгород.
- 28 жовтня Закарпаття було повністю захоплене. 2 листопада Червона Армія вийшла на ближні підступи до Будапешту, контролюючи до цього періоду південний схід Угорщини.
- 30 жовтня 1944 бійці грецького Опору звільнили Салоніки. 1 листопада до міста зайшли британські війська.
- 13 листопада 1944 з відходом німців з Македонії під натиском НВАЮ та радянсько-болгарських військ Незалежна республіка Македонія припинила своє існування.

-  14 листопада 1944 в Празі був утворений пронімецький коллабораційний Комітет визволення народів Росії генерала Власова. Він мав у своєму розпорядженні особливі збройні сили (124 000 чоловік), проте встановити свою владу на будь-якій території йому не вдалося.

- 17 листопада 1944 Народно-визвольна армія Албанії захопила Тирану. 29 листопада завершується звільнення Албанії від гітлерівців.
- 22 листопада 1944 американо-французькі війська звільнили Мец, 23 листопада — Страсбург.

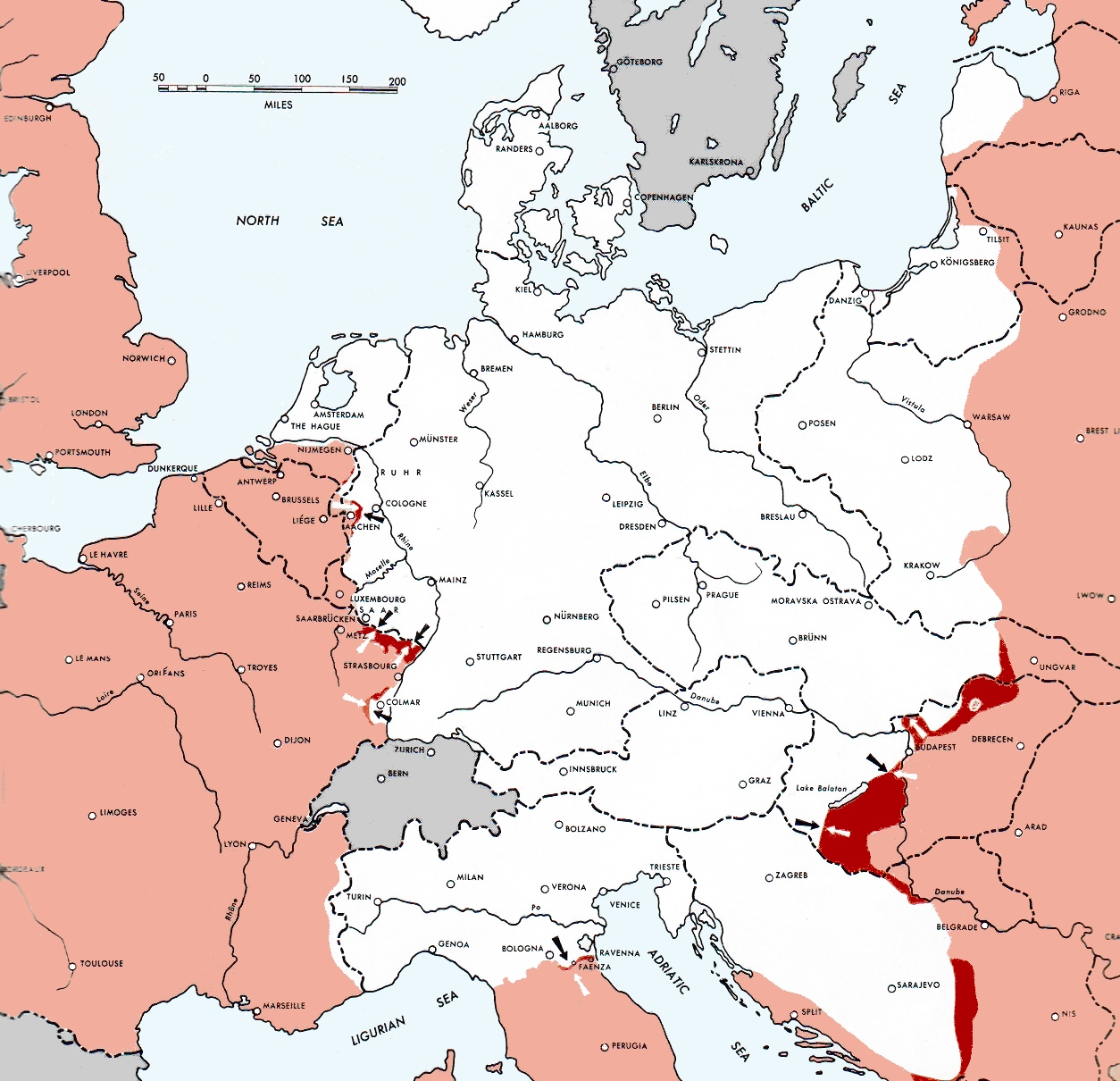
Становище воюючих сторін станом на 15 грудня 1944

- Станом на 23 листопада 1944 РСЧА завершила загарбання Моонзундського архіпелагу.
- Станом на листопад-грудень 1944 з Німеччиною підтримували дипломатичні відносини лише дев'ять держав світу.

- 3 грудня 1944 під час більш ніж стотисячної демонстрації в Афінах, організованої грецькими комуністами, поліція відкрила вогонь по натовпу. Понад 28 осіб було вбито, 148 поранено. До цього всі міністри-комуністи покинули місцевий уряд національної єдності. Громадянська війна в Греції перейшла в гарячу фазу, що отримала назву «Декемвріана» («грудневі події»). Станом на 12 грудня повстанці (ЕЛАС) тримали під своїм контролем здебільшого Афіни та Пірей. Британські окупаційні сили, які спочатку намагались зберігати нейтралітет, застосовували артилерію проти комуністичних сил і за допомогою підкріплень, перекинутих з південної Італії, придушували заколот. Сталін, дотримуючись умов укладеної з Черчиллем «Угоди про відсотки», не втручався у ці події. Громадянська війна в країні закінчилася 1949 перемогою антикомуністів.

- 8 грудня 1944 на частині території, відведеної Військовій адміністрації в Бельгії та Північній Франції (нім. Militärverwaltung in Belgien und Nordfrankreich), з центром у Льєжі був утворений новий райхсгау Третього Рейху — Валлонія (нім. Wallonien).
- 15 грудня 1944 на інших частинах території, відведеної Військовій адміністрації в Бельгії та Північній Франції, були утворені райхсгау Фландрія (нім. Flandern) з центром в Антверпені і дистрикт Брюссель (нім. Brüssel). До цього моменту вся Бельгія та частина Нідерландів були в руках союзних військ.

- 15 грудня 1944 — радянські війська завершили придушення антирадянського повстання на Північному Кавказі.

- 16 грудня 1944 — початок наступу гітлерівців в Арденнах для розгрому британо-американських сил в Бельгії та Нідерландах. Станом на 25 грудня вермахту вдалося захопити частину Валлонії.

-  22 грудня 1944 був утворений Тимчасовий уряд Угорщини на чолі з Белою Міклошем. 28 грудня впав режим Салаші. Міклош негайно відправив уряд Салаші у відставку. Червона Армія завершила оточення Будапешта 29 грудня 1944 та розпочала його облогу, що тривала до лютого 1945.

### 1945

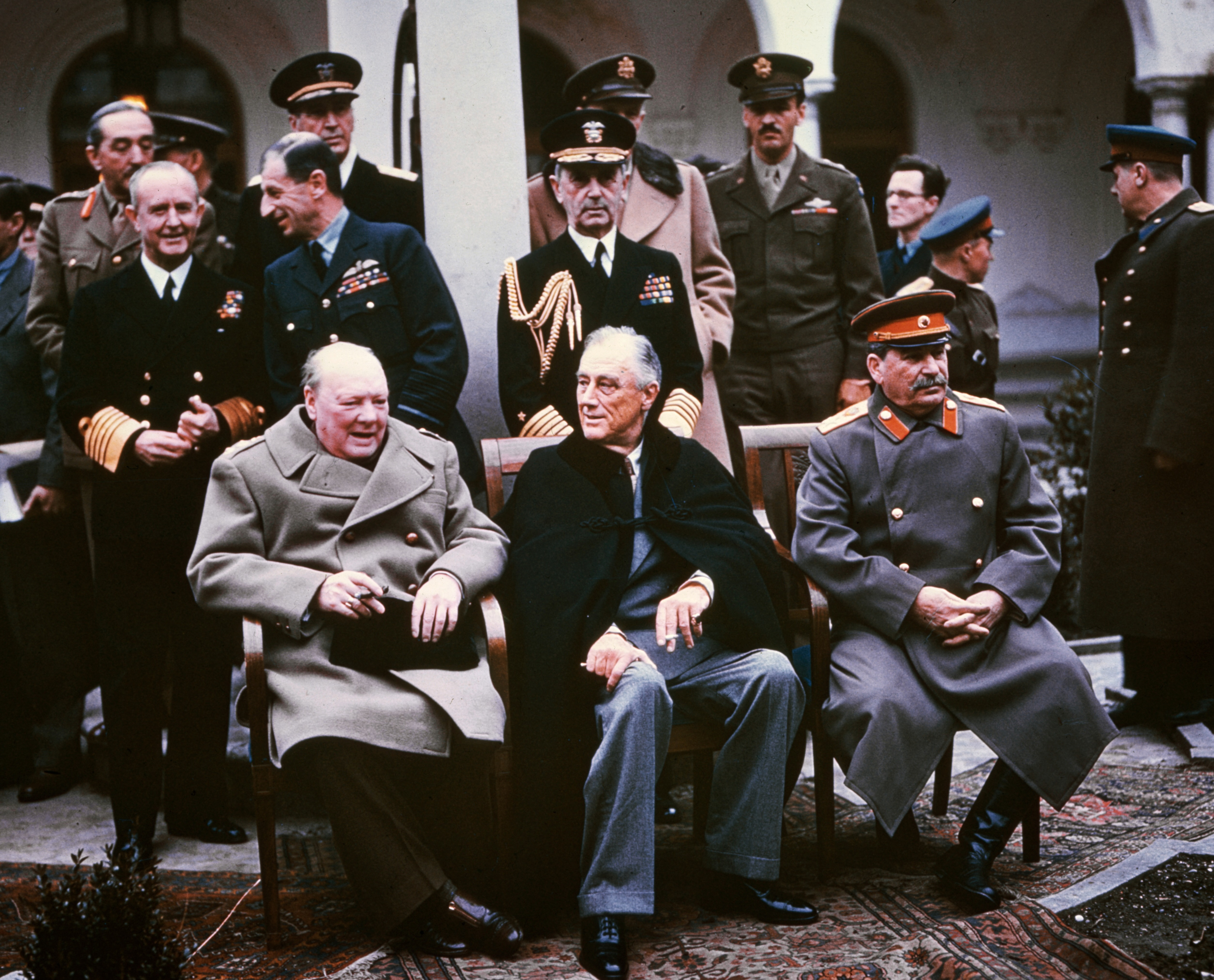
Черчилль, Рузвельт, Сталін в Ялті. Лютий 1945

-  1 січня ПКНВ був перетворений на Тимчасовий уряд Польської Республіки. У червні 1945 за згодою великих держав було сформовано коаліційний Тимчасовий уряд національної єдності, який складався з представників лондонського і люблінського польських урядів. У подальшому комуністи отримали в ньому більшість.

- 9 січня 1945 Червона Армія захопила Краків, Тільзит, Лодзь, Кошиці та Млаву, 21 січня — Гумбіннен і Танненберг. 22 січня — Інстербург та Алленштейн, 28 січня — Катовиці і Клайпеду (завершення захоплення Литви).
- 12 січня Червона Армія почала Вісло-Одерську операцію в Польщі та Східній Пруссії. 15 січня радянськими військами було захоплено Кельці, 16 січня — Радом, 17 січня — Варшаву. Цього ж дня передові частини РСЧА, переслідуючи супротивника, зайшли на власне німецьку територію у Верхній Сілезії.
- 20 січня 1945 тимчасовий уряд Угорщини підписав у Москві угоду про припинення військових дій.
- Станом на 25 січня 1945 союзні війська ліквідували наслідки прориву гітлерівців в Арденнах та відновили грудневу лінію фронту по лінії Зігфріда, тобто по західному кордоні Рейху. 2 лютого французькі війська звільнили Кольмар. 9 лютого американо-французьким військам вдалося ліквідувати «кольмарський мішок» в Ельзасі та відкинути вермахт за Рейн.Δ

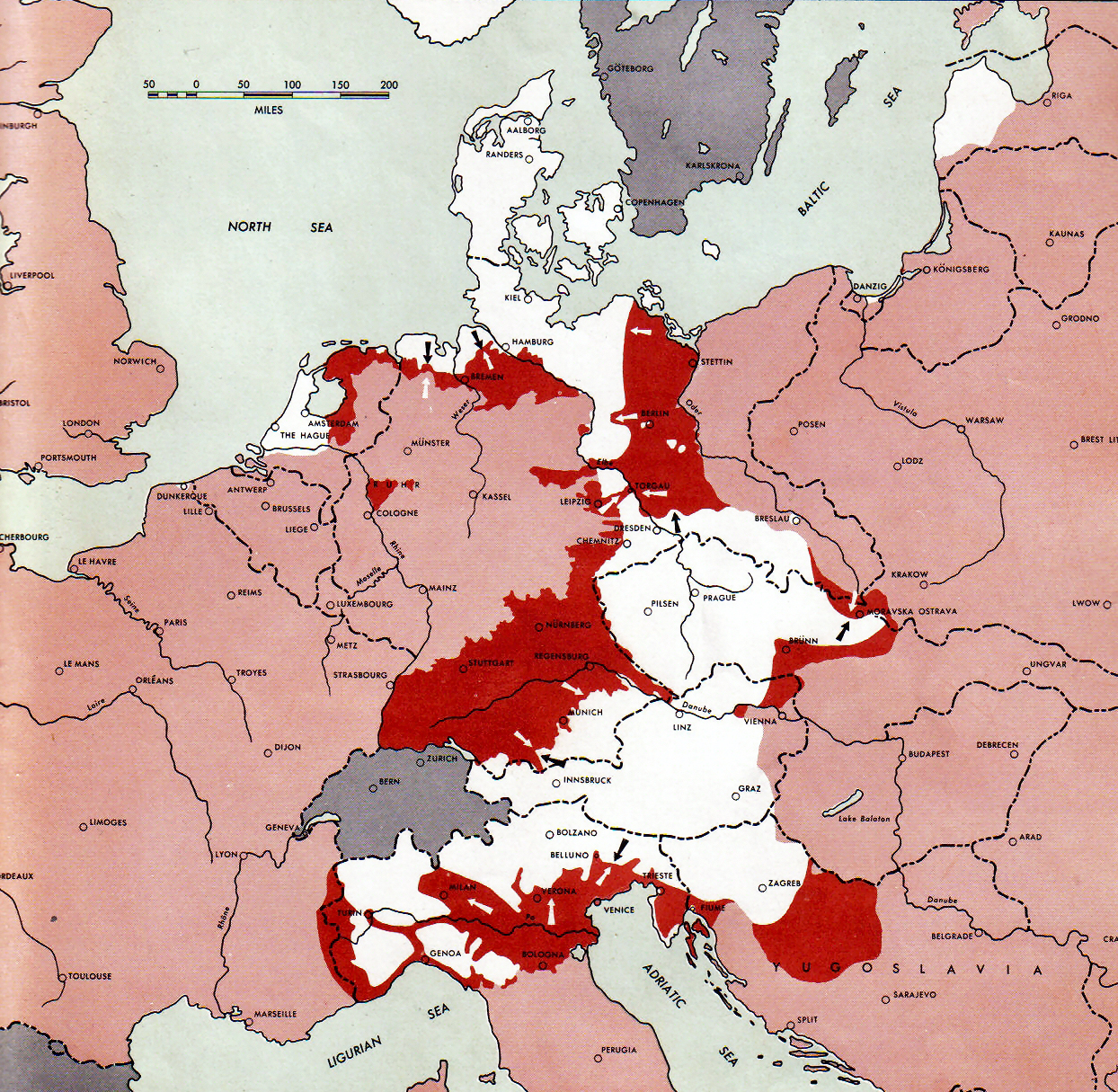
Становище воюючих сторін станом на 1 травня 1945

- 4 лютого 1945 почалася Ялтинська конференція глав великих держав. Серед обговорюваних питань беззастережна капітуляція Німеччини, розділення її, Австрії та їхніх столиць (Берліна і Відня) на чотири зони окупації, межі майбутньої Польщі по лінії Керзона на сході та Одер-Нейсе на заході, проведення першої конференції ООН в Сан-Франциско, США. Була підписана Декларація про звільнену Європу, що визначила принцип відновлення суверенних прав європейських народів, тобто (у більшості випадків) довоєнні кордони держав.
- 13 лютого 1945 після кровопролитних боїв Будапешт капітулював перед Червоною Армією. 23 лютого РСЧА захопила Познань.
- 8-24 лютого 1945 американо-британські війська вийшли за Рейн, 1 березня вони захопили Трір.
- 6-15 березня 1945 — наступ гітлерівських військ в районі озера Балатон. Відбивши німецький натиск, частини 3-го Українського фронту перейшли в наступ на Відень.
- 6 березня 1945 американські війська захопили Кельн, 7 березня — Бонн, 19 березня — Кобленц та Вормс. Станом на 21 березня союзні війська захопили Рейнську область. 25 березня американці зайшли до Дармштадту, 28 березня — до Франкфурту-на-Майні.

-  7 березня в результаті переговорів НКОЮ з емігрантським урядом Югославії було сформовано єдиний Тимчасовий уряд Демократичної Федеративної Югославії на чолі з Йосипом Брозом Тіто.

- 18 березня 1945 РСЧА та Військо Польське захопили Кольберг, 22 березня Червона Армія захопила Секешфехервар, 23 березня — Веспрем, 25 березня — Банську-Бистрицю, 28 березня — Гдиню, Дьйор, Комаром, Капувар та Сомбатхей, 30 березня — Данциг.
- 30 березня — 8 квітня 1945 — битва на Лієвченому полі неподалік від Баня-Луки в Боснії між сербськими четниками та хорватськими усташами. Було знищене та взяте в полон практично все керівництво четників.
- 1 квітня 1945 Червона Армія захопила Глогау, Трнаву та Шопрон, 3 квітня — Кремницю.
- 3 квітня 1945 британські війська зайшли до Мюнстера, французькі війська — до Карлсруе. 6 квітня союзники захопили Лінген, Айзенах та Вюрцбург.
- 4 квітня 1945 — завершення визволення Угорщини від нацистів.

-  4 квітня 1945 радянські війська зайшли до Братислави, пронімецька Словацька республіка припинила своє існування. У Кошицях сформовано уряд Національного фронту чехів та словаків, попередник ЧССР.

- 6 квітня 1945 НВАЮ звільнило Сараєво.
- 9 квітня 1945 РСЧА повністю захоплюила Кенігсберг, 13 квітня Червона Армія захопила Відень. 16 квітня — початок Берлінської операції.

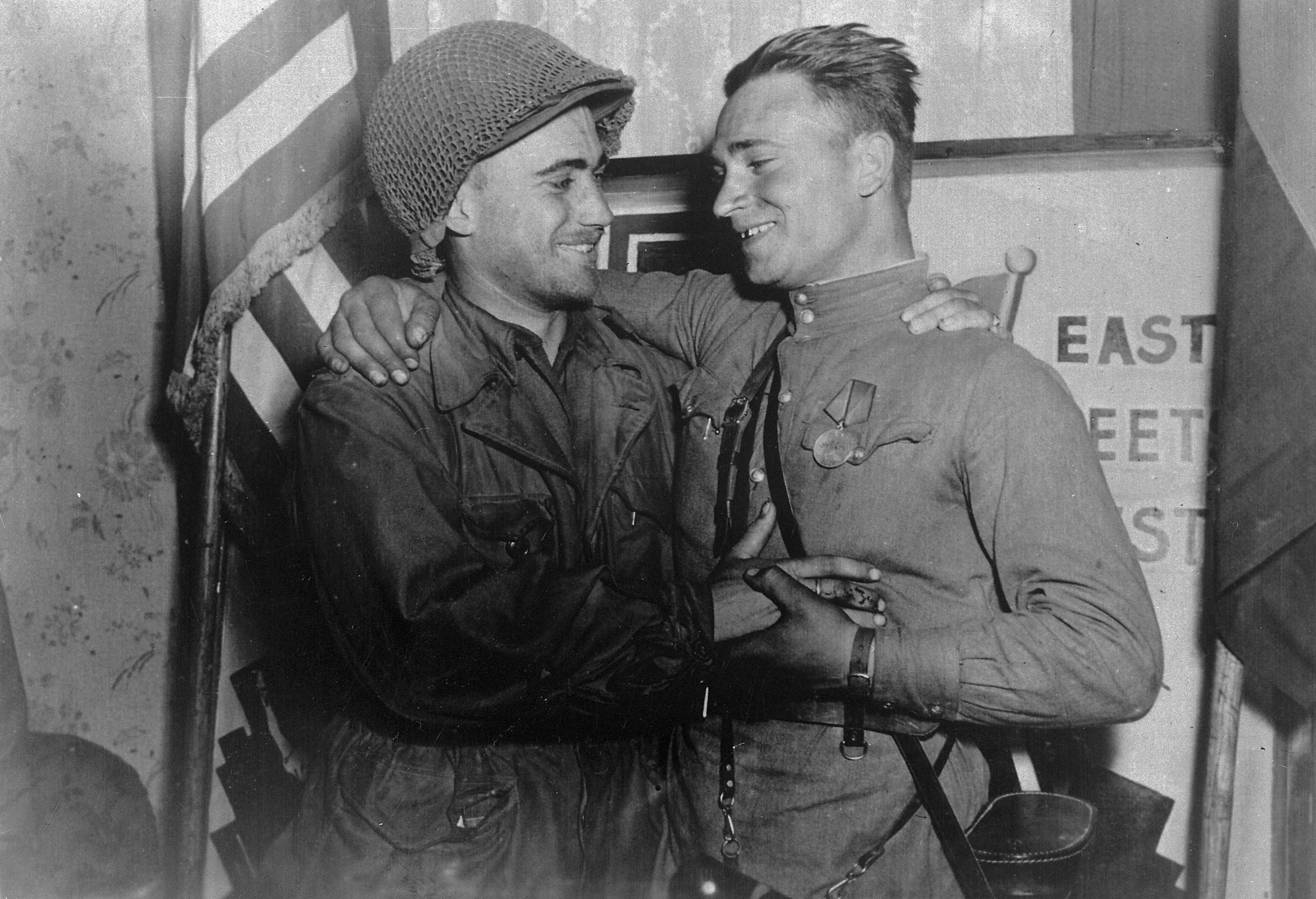
Щасливі 2-й лейтенант Робертсон та лейтенант Сільвашко на тлі напису «Схід зустрічається із Заходом», що символізувало зустріч на Ельбі

- 12 квітня 1945 американські війська захопили Ерфурт та Веймар, 14 квітня британо-канадськими військами захоплений Арнем. 18 квітня британо-американські війська захопили Магдебург та Дюссельдорф, цього ж дня оточене рурське угруповання вермахту припинило опір. 19 квітня американці захопили Лейпциг, 20 квітня французькі війська зайшли до Штутгарту.
- 21 квітня 1945 союзні війська увійшли в звільнену партизанами Болонью. 25 квітня у всій північній Італії спалахнуло загальнонародне повстання. Через кілька днів повстанці звільнили від гітлерівців Геную, Мілан, Падую і Турин. У Генуї партизани захопили в полон командувача армією «Лігурія» Родольфо Граціані, 28 квітня партизани схопили та стратили Беніто Муссоліні. 29 квітня повстанці за допомоги союзних військ захопили Венецію і після цього союзники підписали спільну капітуляцію німецьких військ в Італії і де-факто на всьому Середземноморському театрі військових дій.
- 25 квітня 1945 неподалік від міста Торгау на Ельбі війська 1-го Українського фронту зустрілися з військами 1-ї армії США. Ця подія увійшла в історію як зустріч на Ельбі. В результаті зустрічі військ союзників залишки збройних сил Німеччини виявилися розколотими на дві частини — північну та південну.
- 26 квітня 1945 Червона Армія захопила Штеттін та Брно, 27 квітня — Потсдам. Американо-британські війська зайшли до Бремена, 28 квітня — до Аугсбурга.

-  27 квітня 1945 на першому засіданні Тимчасового уряду Австрії була проголошена незалежність цієї країни.

- 30 квітня 1945 американські війська зайшли до Мюнхена.
- 30 квітня 1945 — самогубство Адольфа Гітлера. У своєму заповіті він призначив адмірала Карла Деніца рейхспрезидентом (ця посада була раніше скасована самим Гітлером), а Йозефа Геббельса — канцлером (так званий «Фленсбурзький уряд» — за назвою його резиденції в місті Фленсбург поблизу Кіля).
- 1 травня 1945 НВАЮ звільнило Рієку, а в наступні два дні — Істрію і Трієст, 8 травня — Загреб. Самогубство канцлера Йозефа Геббельса; уряд у званні «провідного міністра» очолює граф Шверін фон Крозіг.
- 1 травня 1945 радянські воїни підняли Прапор Перемоги над Рейхстагом в Берліні. 2 травня 1945 гарнізон Берліна капітулював перед Червоною Армією.
- 2 травня 1945 британські війська захопили Любек, 3 травня — Гамбург.

Вільгельм Кейтель підписує Акт про беззастережну капітуляцію Німеччини

- 4 травня 1945 відбулося підписання акту про капітуляцію німецьких збройних сил в північно-західній Німеччині, Нідерландах, Шлезвіг-Гольштейні та Данії.
- 5 травня1945 — підписання акту про капітуляцію на південній ділянці західного фронту, в Баварії та західній частині Австрії.
- 5 травня 1945 — початок народного повстання в Празі. 6 травня РСКА захопила Вроцлав.
- Опівночі 8 травня 1945 Друга світова війна в Європі завершилася беззастережною капітуляцією збройних сил Німеччини, підписаною представником фленсбургського уряду.

Повідомлення радянського радіо про капітуляцію Німеччини. Текст читає Левітанⓘ
- 8 травня 1945 радянські війська захопили Дрезден, 9 травня 1945 Червона Армія штурмувала Прагу, захопила острів Борнхольм та прийняла капітуляцію гітлерівців у «Курляндському котлі», а також на південному сході від Данцига та на косі Хель. Бої в околицях Праги тривали до 12 травня.
- 9 травня 1945 НВАЮ звільнило Любляну. 14-15 травня 1945 — Полянська битва в північній Словенії проти залишків вермахту, четників, усташів та словенського домобранства, остання битва Другої світової війни в Європі. Перемога НВАЮ.
- 9-16 травня — капітуляція без бою німецьких гарнізонів на Нормандських островах. 9 травня звільнені Гернсі і Джерсі, 10 травня — Сарк. 16 травня острів Олдерні став останньою територією в Європі, звільненої від військ країн Осі.
- 23 травня 1945 уряд у Фленсбургу був розпущений союзниками, всі його члени заарештовані американцями. Деніц був перепроваджений в Нюрнберг, де постав перед трибуналом.

## Адміністративно-територіальний устрій

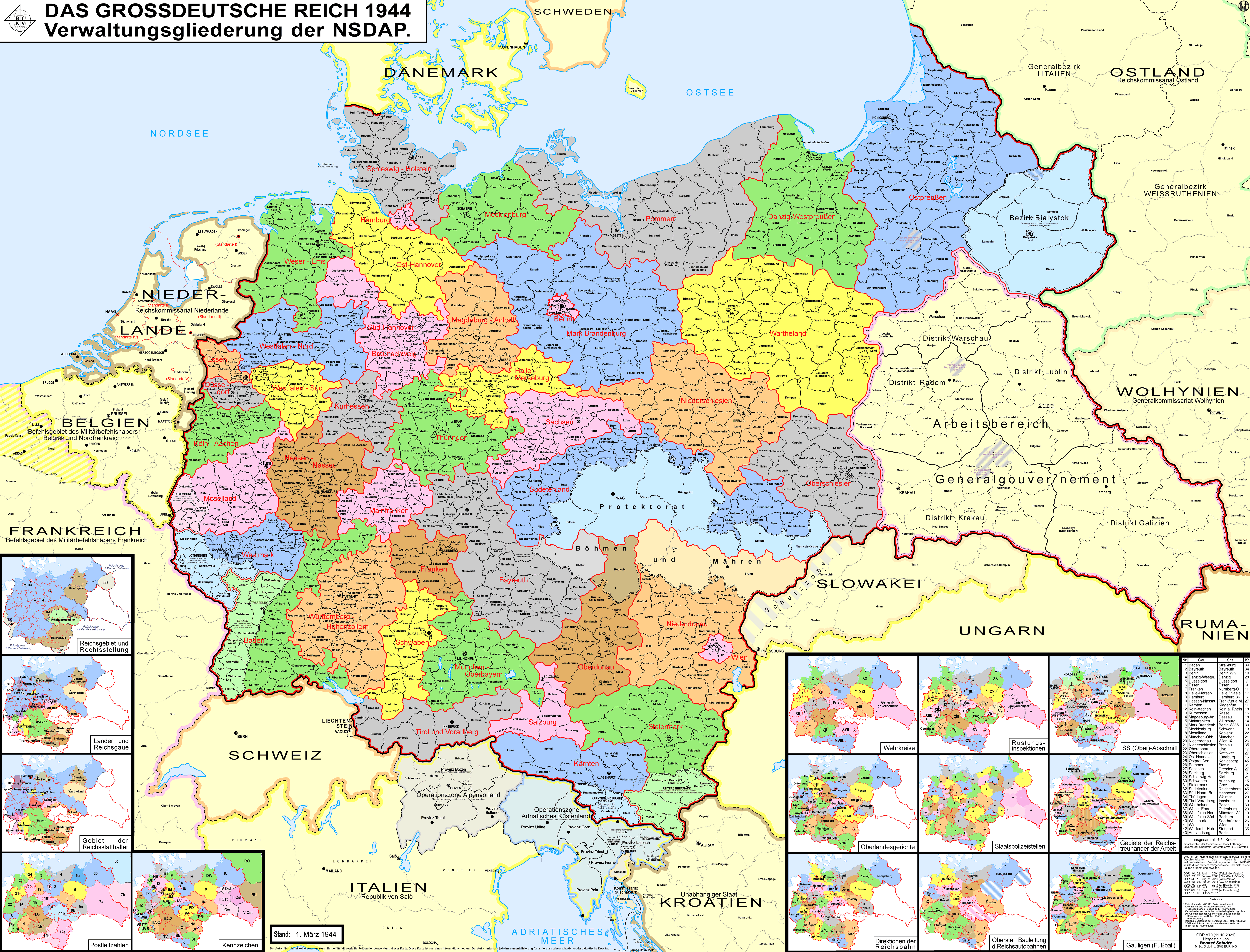
Великонімецька імперія

### Рейх
Історично сформована адміністративна структура, що дісталася Третьому Рейху в спадок від Веймарської республіки, — поділ країни на землі — не була ліквідована і формально продовжувала існувати до краху Рейху 1945, незважаючи на плани нацистів здійснити адміністративно-територіальну реформу (нім. Reichsreform). Більшої ваги набував паралельний владний контур — партійний (НСДАП).
1926 країна була розділена на партійні округи — гау. Після приходу нацистів до влади було ухвалено законодавчі акти, які обмежували владу земель і встановлювали переміщення центру реальної влади від міністрів-президентів (глав земель) до гауляйтерів (глав гау), які призначалися безпосередньо Гітлером. Втім, втручання в діяльність останніх згори було відносно нечастим. Часто одна людина поєднувала державну посаду імперського намісника та партійну посаду гауляйтера.

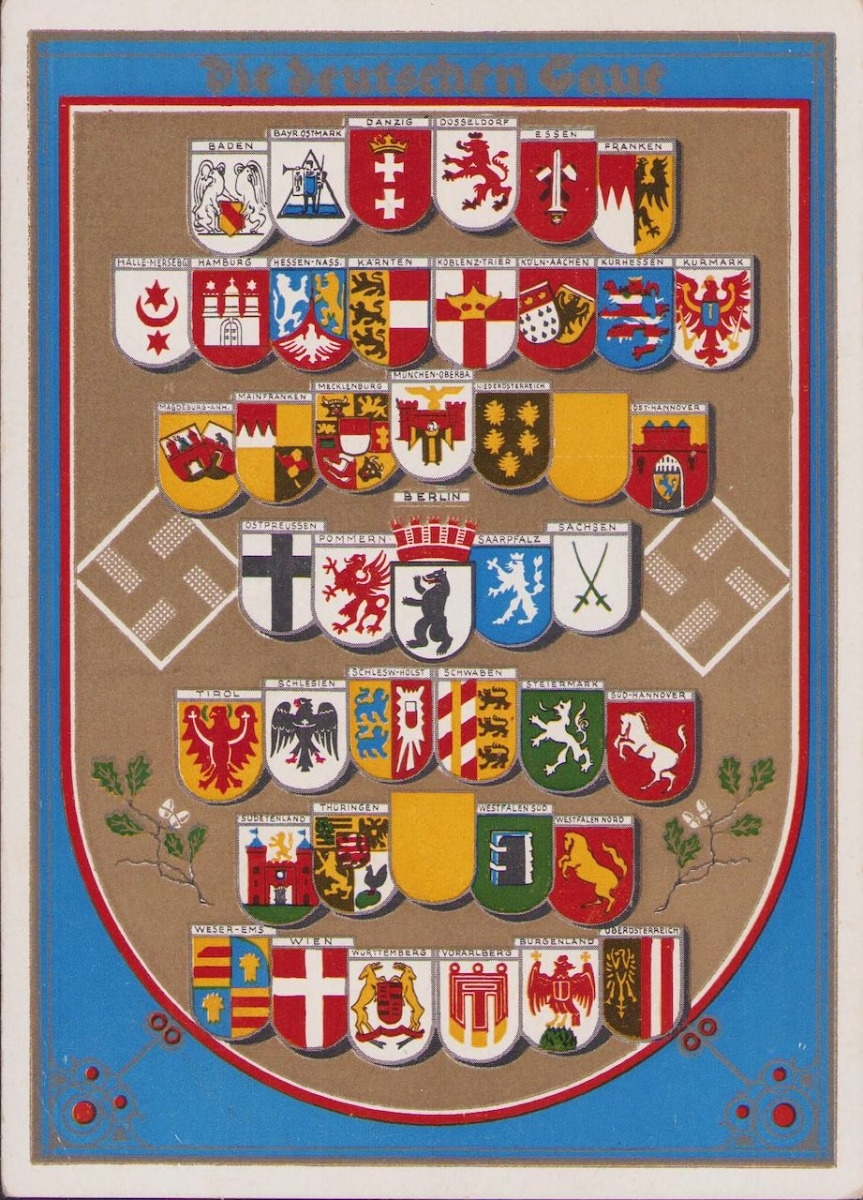
Герби гау Рейху станом на жовтень 1939

Території, включені до складу Рейху впродовж територіальної експансії та населені переважно етнічними німцями, мали статус райхсгау — імперських округів. Від «звичайних» гау Старого Рейху вони не відрізнялися тільки походженням. Райхсгау, утворені на території колишньої Австрії після її аншлюсу, сукупно називалися Остмарк (Східна марка або Альпійські та дунайські райхсгау) — нім. Ostmarkgesetz. Межі округів залишалися зазвичай незмінними, за винятком збільшень за рахунок завойованих та анексованих територій. Станом на 1934 Рейх складався з 32 гау. До 1945 їхня кількість зросла до 42. У грудні 1944 на території Військової адміністрації в Бельгії та Північної Франції (див. нижче) були утворені, але фактично не встигли втілитися в реальність ще два райхсгау та один дистрикт:
- Валлонія (нім. Wallonien) — з 8 грудня 1944 центр в Льєжі.
- Фландрія (нім. Flandern) — з 15 грудня 1944 центр в Антверпені.
- Дистрикт Брюссель (нім. Brüssel).

Крім того, впродовж заселення колоністами колишніх польських та радянських земель планувалося перетворювати східні райхскомісаріати в марки.

### Окуповані території

#### Цивільні адміністрації
На етнічно ненімецьких завойованих землях були створені або перебували в процесі створення цивільні адміністрації. При цьому ці утворення не можна кваліфікувати ані як колонії, оскільки вони не були інкорпоровані в Рейх, ані як маріонеткові держави, оскільки їхні органи управління (окрім нижнього, муніципального) цілком складалися з німців, безпосередньо призначуваних з Берліна.
Єдиними цілями подібних утворень була максимально можлива експлуатація економічних та людських ресурсів в інтересах імперії, а також підготовка відповідних територій до майбутнього заселення німецькими колоністами, онімечення та фізичне знищення основної маси колишнього населення.
| Генерал-губернаторство — Кракау - Дистрикт Варшау — Варшау - Дистрикт Галичина — Лемберг - Дистрикт Кракау — Кракау - Дистрикт Люблін — Люблін - Дистрикт Радом — Радом | Протекторат Богемії та Моравії — Праг-Штадт - Богемія — Праг-Штадт - Будвайс - Кьонігграц - Пілзен - Праг - Моравія — Брюнн - Брюнн - Іглау - Мьоріш-Оштрау | Райхскомісаріати - Райхскомісаріат Нідерланди - Райхскомісаріат Бельгія — Північна Франція - Райхскомісаріат Норвегія - Райхскомісаріат Остланд - Райхскомісаріат Україна - Райхскомісаріат Московія — був створений, проте не втілений - Райхскомісаріат Дон-Волга — планувався - Райхскомісаріат Кавказ — планувався - Райхскомісаріат Туркестан — планувався |

#### Військові адміністрації
Паралельно цивільним органам влади, разом з ними або замість них існували військові адміністрації.
- Військова адміністрація в Бельгії та Північній Франції
- Військова адміністрація в Сербії (нім. Militärverwaltung in Serbien)
- Данія — після 29 серпня 1943.
- Монако — після 1943.
- У північній Італії з 10 вересня 1943:

- Передальпійська оперативна зона
- Оперативна Зона Адріатичного Узбережжя

#### Без адміністрації
У деяких випадках взагалі не створювалося ніяких управлінських структур:
- Лівія і Туніс — з 12 лютого 1941 до 13 травня 1943.
- Нова Швабія на Антарктиді — територіальні претензії

#### Гітлерівська коаліція
У розквіті своєї могутності (тобто до битви на Курській дузі та падіння в Італії режиму Беніто Муссоліні) Третій Рейх мав безліч країн-союзниць та маріонеткових режимів. Більшість перших та всі другі були окуповані вермахтом. У деяких випадках нацисти зберігали довоєнні режими, які, однак, були позбавлені реальної влади. У списку нижче перераховані тільки країни, де розташовувалися значущі контингенти німецьких збройних сил.

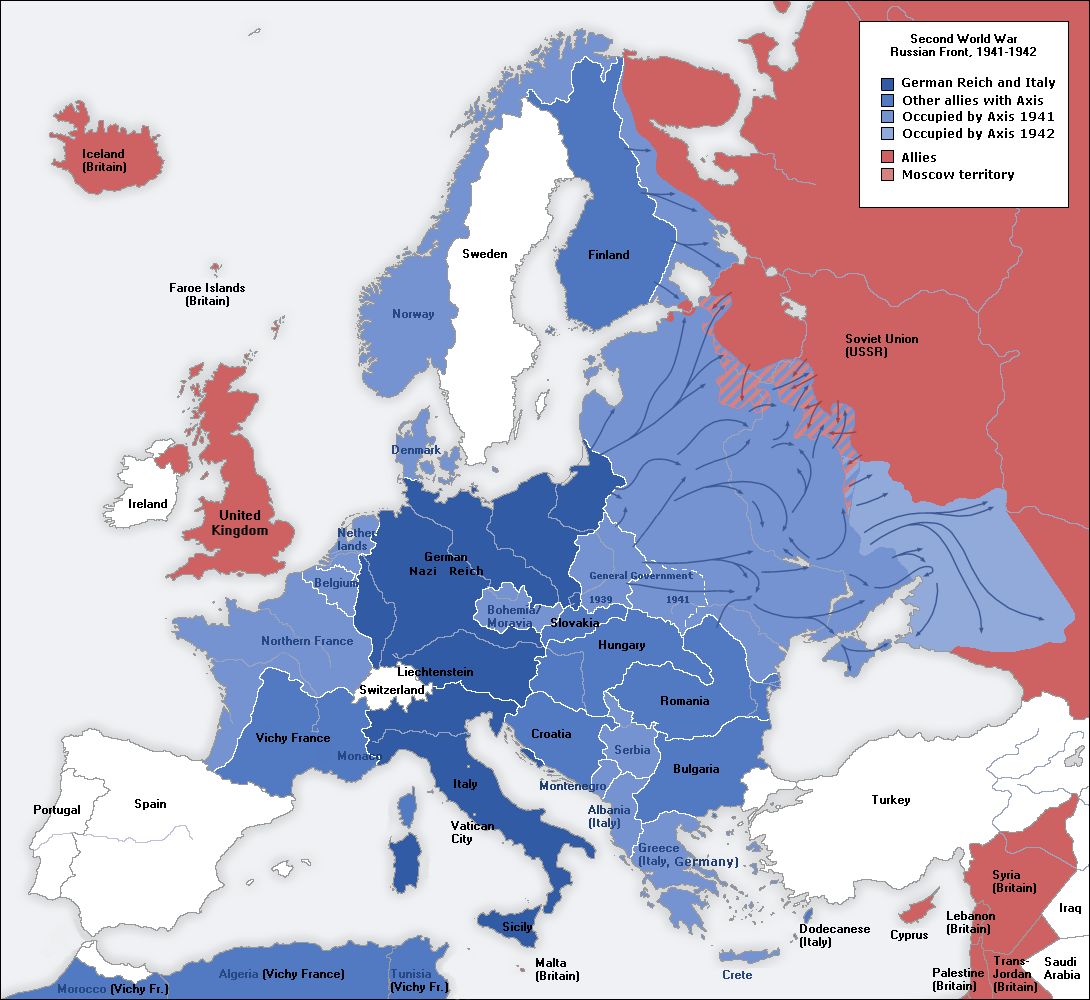
Німеччина та її сателіти в період максимальної територіальної експансії 1941–1942

##### Збереження колишніх режимів
- Данія — до 29 серпня 1943 — див. німецька окупація Данії (1940–1945).
- Монако — до 1943.
- Нормандські острови — див. німецька окупація Нормандських островів (1940—1945)

##### Маріонеткові режими
- Словацька республіка — з 15 березня 1939 до 4 квітня 1945.
- Французька держава — з 10 липня 1940 до 25 серпня 1944.
- Норвегія — з 9 квітня 1940 до 8 травня 1945.
- Локотське самоврядування — з 15 листопада 1941 по серпень 1943.
- Білоруська центральна рада — з 1943 до 3 липня 1944.
- Італійська соціальна республіка — з 23 вересня 1943 до 25 квітня 1945.
- Королівство Албанія — з 25 липня 1943 до 28 листопада 1944.
- Сербія — з 6 квітня 1941 до травня 1944.
- Королівство Чорногорія — з жовтня 1943 до грудня 1944.
- Незалежна держава Хорватія — з 10 квітня 1941 до 8 травня 1945.
- Угорська держава — з 16 жовтня 1944 до 8 травня 1945.
- Сан-Марино

##### Країни-союзники
- Румунія — до 23 серпня 1944.
- Болгарія — до 9 вересня 1944. Див. Болгарія у Другій світовій війні
- Фінляндія — до кінця вересня 1944.
- Угорщина — до 16 жовтня 1944.

## Нереалізований експансіонізм Рейху

Третій Рейх в світі (1941)

- Операція «Морський лев» (нім. Unternehmen Seelöwe) — вторгнення до Великої Британії.
- Операція «Ікар» (нім. Unternehmen Ikarus) — вторгнення в Ісландію та на Фарерські острови.
- Операція «Фелікс» (нім. Unternehmen Felix) — окупація Гібралтару, Канарських, Азорських островів, островів Зеленого мису та Мадейри.
- Операція «Ізабелла» (нім. Unternehmen Isabella) — вторгнення в Португалію, створення мережі військових баз в Іспанії.
- Операція «Грюн» (нім. Unternehmen Grün) — вторгнення в Ірландію.
- Операція «Танненбаум», «Сосна» (нім. Unternehmen Tannenbaum) — окупація Швейцарії.
- Безіменна операція — вторгнення в Туреччину, країни Леванту, захоплення Суецького каналу.

### 1941—1942
- Операція «Блау» (нім. Unternehmen Blau) — окупація Кавказу, розширення операції «Барбаросса».
- Операція «Камелія» (нім. Unternehmen Kamelie) — окупація Корсики.
- Операція «Геркулес» (нім. Unternehmen Herkules) — вторгнення на Мальту.
- Операція «Купфер», «Мідь» (нім. Unternehmen Kupfer) — вторгнення на Кіпр.
- Операція «Аїда» (нім. Unternehmen Aida) — допомога Італії в Лівії, вторгнення до Єгипту, захоплення Суецького каналу.
- Безіменна операція — вторгнення в Туреччину, Ірак, решту країн Перської затоки (2 травня 1941 — 31 травня 1941 — англо-іракська війна).

## Післявоєнний устрій колишнього Рейху

Територіальні втрати Німеччини 1919—1945

5 червня 1945 в Берліні було підписано декларацію про поразку Німеччини та прийняття на себе верховної влади щодо Німеччини урядами СРСР, США, Великої Британії та Тимчасовим урядом Французької республіки. 4 липня Європейською консультативною комісією було прийнято Угоду про контрольний механізм в Австрії, а 9 липня 1945 — Угоду про зони окупації в Австрії та про управління містом Відень.
17 липня відкрилася Потсдамська конференція великих держав, що закріпила територіальні зміни в Європі:
- Німеччина втрачала усі набутки, зокрема Судетську область, Ельзас-Лотарингію, Австрію, західні області Польщі, Чехословаччину, Бельгію, Люксембург. Східним кордоном Німеччини встановлвалася лінія Одер — Нейсе (таким чином територія Німеччини в порівнянні з 1937 зменшилася приблизно на 25 %).
- Етнічно німецьке населення територій на схід від лінії Одер — Нейсе депортувалося до Німеччини. Території передавалися:

- Польщі — Сілезія, Західна Пруссія, дві третини Померанії (зокрема Щецин), Данциг (Гданськ), південна частина Східної Пруссії,
- Радянському Союзу — північна третина Східної Пруссії (Кенігсберзька, через рік Калінінградська область РРФСР) та Мемельланд (Клайпедський край, Литовська РСР),
- Чехословаччині — Судетська область.
- Франції повертався Ельзас-Лотарингія.
- Бельгії — Ейпен-Мальмеді.
- Австрія в перспективі ставала незалежною державою у своїх колишніх кордонах (стала 1955).
-  Саарська область стала протекторатом Франції Саарланд (за референдумом 1957 Саар увійшов до ФРН).

Території Німеччини та Австрії поділялися на чотири окупаційні зони — американську, британську, радянську та французьку. Аналогічним чином на чотири сектори поділялися їхні столиці — Берлін та Відень.

Розчленування Німеччини 1945—1949

Пізніше ці та інші рішення були закріплені на Паризькій мирній конференції 1947 року підписанням мирних договорів з представниками урядів відповідних колишніх союзників Третього Рейху — Італією, Фінляндією, Болгарією, Угорщиною та Румунією.
Незважаючи на існування низки проектів щодо розчленовування території Німеччини (див. План Моргентау) та відторгнення від неї життєво важливих територій, за офіційним протоколом конференції у Потсдамі в Угоді декларувалася мета збереження єдності країни.
Однак через серйозні суперечності серед країн-союзниць по антигітлерівській коаліції, що призвели пізніше до холодної війни, Німеччина опинилася розділеною: 1 січня 1947 США та Велика Британія об'єднали свої зони в Бізонію і почали створювати демократичні органи влади, 8 квітня 1949 Франція приєднала свою зону до двох перших, утворивши Тризонію. 23 травня 1949 в ній була проголошена Федеративна Республіка Німеччина.
У радянській зоні 7 жовтня 1949 була створена маріонеткова Німецька Демократична Республіка зі столицею у Східному Берліні. Західний Берлін став особливим політичним утворенням під контролем західних держав-переможниць. Таке положення тривало до 3 жовтня 1990, коли відбулося об'єднання Німеччини.

## Альтернативна історія
Перемога країн Осі, насамперед Третього Рейху та Японської імперії, у Другій світовій війні, в результаті якої експансія цих держав набула глобального характеру — одна з найпопулярніших концепцій жанру альтернативної історії, іноді постапокаліптичної. На цю тему за післявоєнний час було створено багато фантастичних творів культури (книг, кінофільмів тощо), документальних книг та статей істориків. Існують написані у жанрі антиутопії літературні та публіцистичні праць довоєнного часу, головним чином 1930-х років, коли фашизм і нацизм вже були відомі, проте ще не мали реальної влади.